# Historia de la educación en Argentina

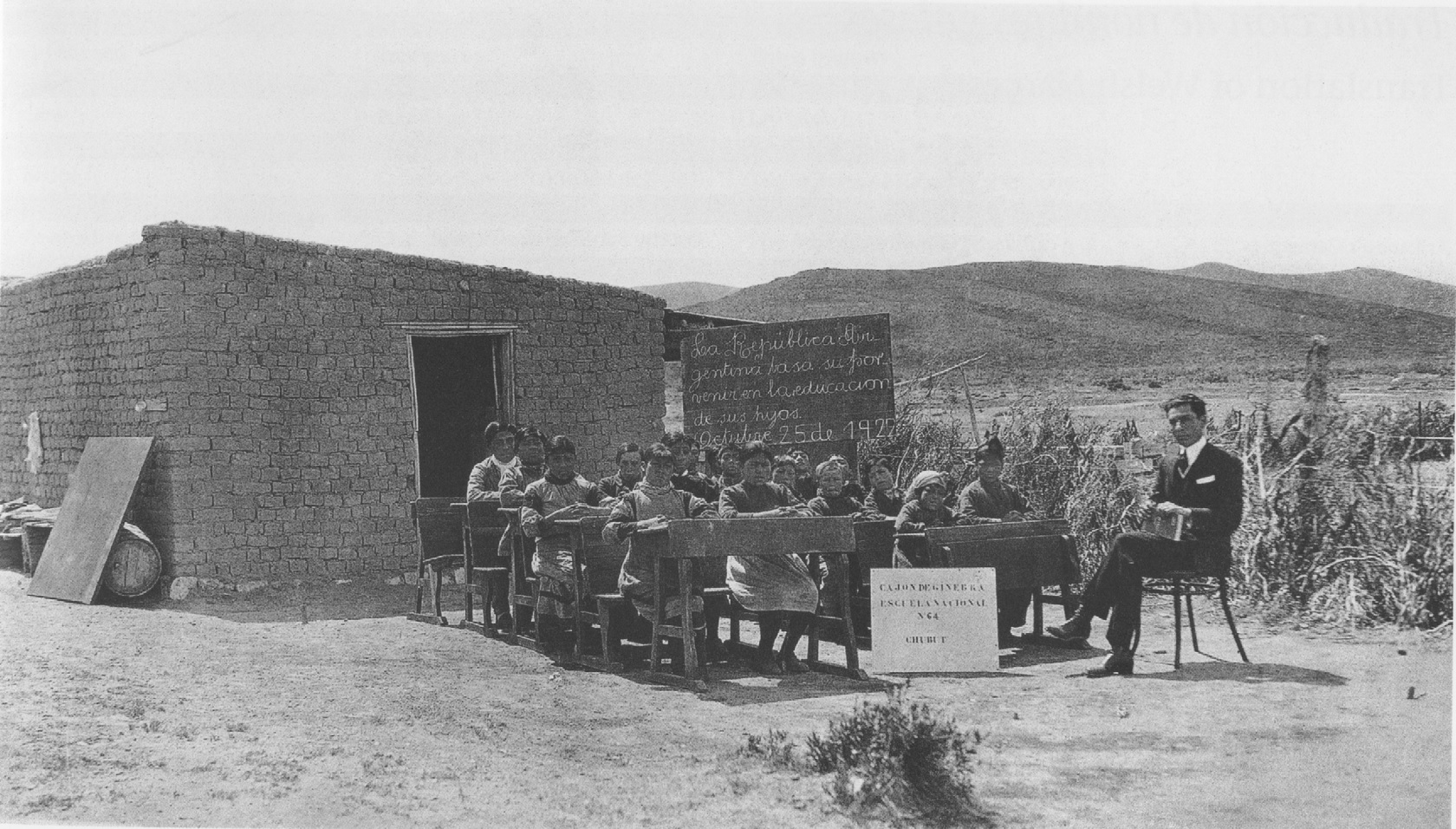
«La República Argentina basa su porvenir en la educación de sus hijos». 25 de octubre de 1922. Así dice el pizarrón de la Escuela Nacional 28-64 de Cajón de Ginebra Grande (provincia del Chubut).

La historia de la educación en la Argentina se refiere al relato cronológico y evolutivo de los procesos educativos que han tenido lugar en el territorio argentino desde sus primeros asentamientos humanos hasta la actualidad. Este campo abarca el desarrollo de instituciones educativas, políticas educativas, corrientes pedagógicas, y las interacciones entre la educación y los contextos sociopolíticos que han marcado la historia del país. La misma encapsula una narrativa dinámica que ha desempeñado un papel fundamental en el desarrollo social y cultural de la nación, y ha sido un factor clave en la formación de la identidad nacional y en la configuración del desarrollo socioeconómico del país.
Construir un recorrido supone comenzar desde los primeros intentos de educación por parte de comunidades indígenas en el continente y las misiones religiosas durante el período colonial hasta la consolidación de sistemas educativos más formales durante el siglo XIX, coincidiendo con la búsqueda de independencia de Argentina y su establecimiento como república, los cambios políticos, sociales y económicos, así como movimientos de reforma y modernización en el ámbito educativo. 
Durante las primeras etapas de la época colonial, la educación estaba a cargo de maestros nombrados por los cabildos de las ciudades. A comienzos del siglo XVII comenzó a pasar a manos de los clérigos de las órdenes religiosas, aprovechando el aumento del número de conventos y la necesidad de las propias órdenes de educar a la siguiente generación de frailes y curas. Tras un período en que predominaron los franciscanos y dominicos, la educación –especialmente la secundaria– pasó mayormente a manos de los jesuitas, que sostuvieron una extensa red de casas religiosas, colegios y misiones entre los indígenas. Con pocas excepciones, la educación formal era para los niños; las niñas eran educadas por sus madres para ser a su vez esposas y madres, para lo cual no necesitaban leer, escribir ni hacer cuentas.
El primer colegio secundario fue fundado en 1610 en Santa Fe "la Vieja", y tres años más tarde fundaron también la Universidad de Córdoba, la única erigida en territorio argentino durante el período colonial. Allí se enseñaba teología y derecho canónico –materias fundamentales en la educación de los sacerdotes– y sólo marginalmente se enseñaba algo de Derecho civil y penal.
La expulsión de los jesuitas en 1767 significó la desorganización completa del sistema educativo local, a pesar del esfuerzo que hicieron los franciscanos por continuar con su tarea. Por otro lado, varios intelectuales –destacándose entre ellos Manuel Belgrano– se esforzaron por crear instituciones de educación técnica, especialmente en la ciudad de Buenos Aires, capital por esa época del Virreinato del Río de la Plata. La Revolución de Mayo y la Guerra de la Independencia argentina resultaron un pesado lastre que detuvo los avances en la educación, aunque en la década de 1820 en Buenos Aires hubo un notable impulso por la modernización educativa, que incluyó los experimentos del sistema lancasteriano y la fundación de la Universidad de Buenos Aires. La época de Rosas tuvo resultados ambiguos: primeramente se favoreció el regreso de los jesuitas, luego se los volvió a expulsar, y entre tanto se eliminó la gratuidad de la enseñanza secundaria y universitaria.
La época de la Organización Nacional vio grandes impulsos educativos, especialmente favorecidos por los presidentes Urquiza, Mitre, Sarmiento y Avellaneda, que crearon miles de escuelas, hicieron retroceder notablemente el analfabetismo e iniciaron la educación primaria para las niñas. Los últimos años del siglo XIX y los primeros del siglo XX vieron la continuación de estas políticas, la multiplicación de las universidades y el desafío de integrar a los inmigrantes y sus hijos a la sociedad argentina a través de la escuela.
La Reforma Universitaria permitió establecer el actual paradigma de educación terciaria gratuita, con autonomía de las casas de estudio y de sus docentes. En el último tercio del siglo XX hubo un nuevo aumento de las universidades, mientras la calidad de la enseñanza alcanzaba su máximo, con notable distancia por encima de casi todo el resto de América Latina. No obstante, la gradual privatización de la enseñanza escolar y universitaria, más las sucesivas crisis económicas y políticas golpearon al sistema educativo público, que ha retrocedido visiblemente desde los años 1990, aunque en una medida difícil de establecer numéricamente.
En la era contemporánea, la educación argentina enfrenta desafíos como la adaptación a nuevas tecnologías, la diversificación de métodos de enseñanza y la búsqueda de la excelencia académica. A través de su rica historia educativa, Argentina ha demostrado resiliencia y adaptabilidad, contribuyendo al desarrollo integral de su sociedad.

## La situación educativa previa a la consolidación del Estado Nacional

### Época Colonial

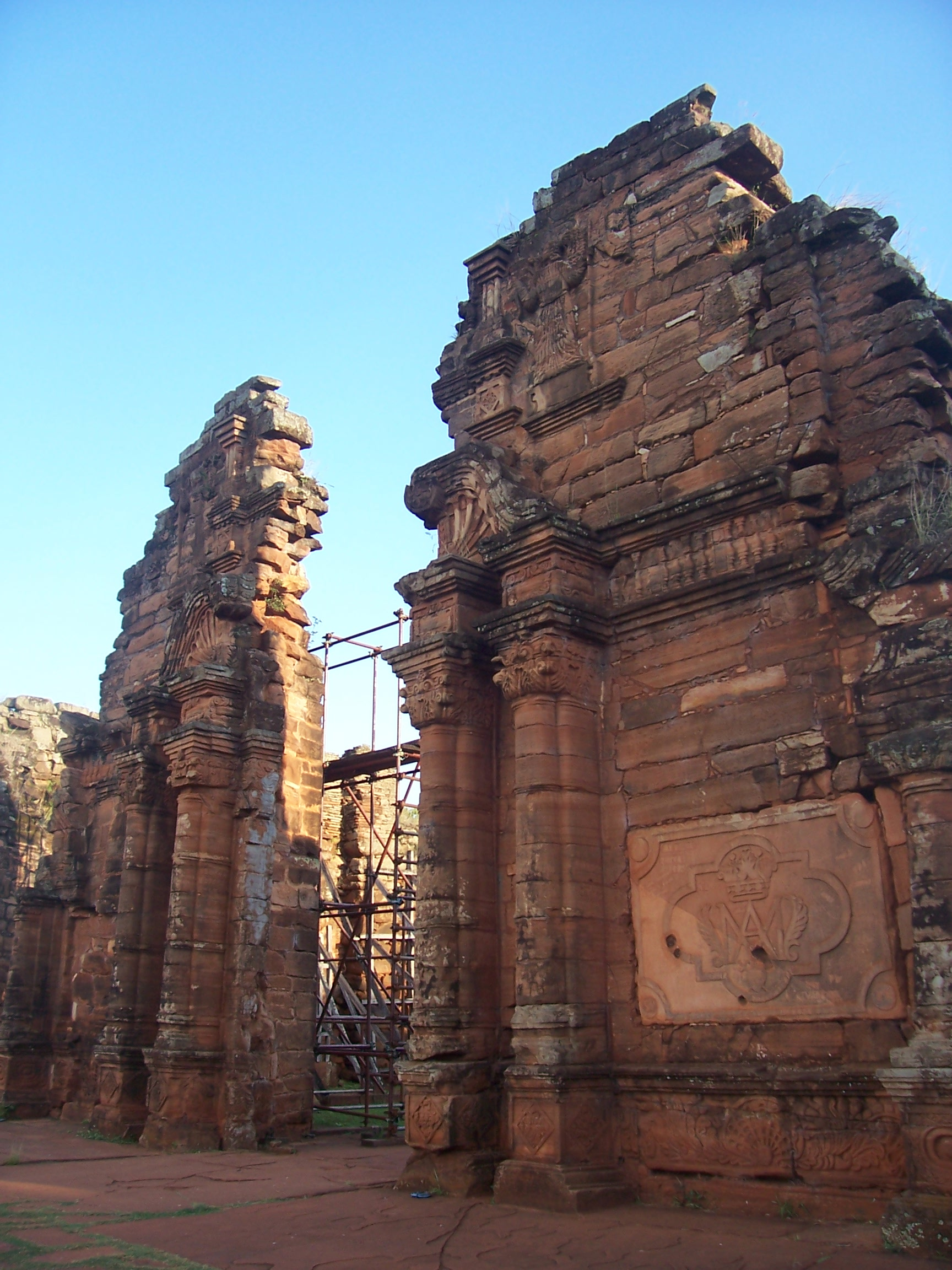
Reducción jesuítica.

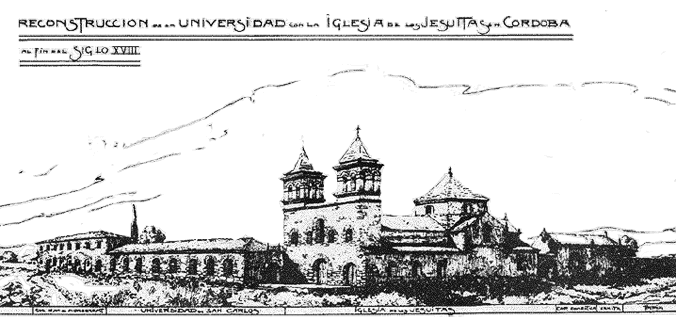
Vista de la Manzana Jesuítica en el siglo XVIII. Dichos edificios aún se conservan. En la esquina se observa la iglesia de la Compañía de Jesús. A continuación se destacan la antigua sede de la Universidad –actual museo y biblioteca mayor– y el Colegio Monserrat.

En los primeros años, en Argentina la Educación estuvo centrada en la escolaridad primaria a cargo de las órdenes religiosas –franciscanos, dominicos y más tarde, jesuitas– y basada en la evangelización, así como en el uso del idioma español con carácter obligatorio.

El primer maestro del que se tenga registro en todo el territorio nacional es el español Pedro de Vega en Santa Fe. En las actas capitulares del Cabildo de Santa Fe, conservadas en el Archivo General de la Provincia, quedó registrado el 13 de mayo de 1577, en el folio *I-1-1/F.13, lo siguiente:
Ante la rebelión de naturales y la marcha de muchos pobladores, el procurador solicita no se conceda licencia para ausentarse de la ciudad a ningún español, formulando la misma petición para Pedro de Vega, el único maestro existente en la ciudad. Luego a folio 13 v, dice: los cabildantes hacen lugar a la petición del procurador, solicitando al teniente de gobernador que niegue la licencia para salir de la ciudad a su vecino. Igual medida se solicita para el maestro Pedro Vega. El teniente de gobernador accede a la solicitud de no dar licencia para salir de la ciudad a persona alguna, disposición que incluye al maestro Pedro de Vega, bajo multa de 200 pesos castellanos. El día 21 de mayo de 1577 quedó asentado: Notificación del impedimento de salir de la ciudad bajo pena de 200 castellanos. 

Tal era la especial preocupación de los habitantes de la ciudad por el posible hecho de que sus hijos pudieran quedar privados de la educación que el maestro Pedro de Vega les impartía.
En 1585 los jesuitas llegaron a Santiago del Estero y en 1587 a Córdoba. En 1588 llegaron a Misiones los que posteriormente fundaron las Misiones jesuíticas guaraníes.
El 9 de enero de 1590, se registra en folios *I-1-1/I-F.103-I-1-1/I-F.103v del acta capitular del Cabildo de la Ciudad de Santa Fe, la siguiente donación:

Se hace donación al padre Armiño, de la compañía de Jesús, de dos solares pertenecientes a Diego Bañuelos, con la obligación de que levantaría iglesia y convento, designándose tasadores al regidor Simón Figueredo, en representación del cabildo, al factor Juan de Torres Pineda, por Su Majestad, y a Domingo Vizcaíno como administrador de Diego Bañuelos.

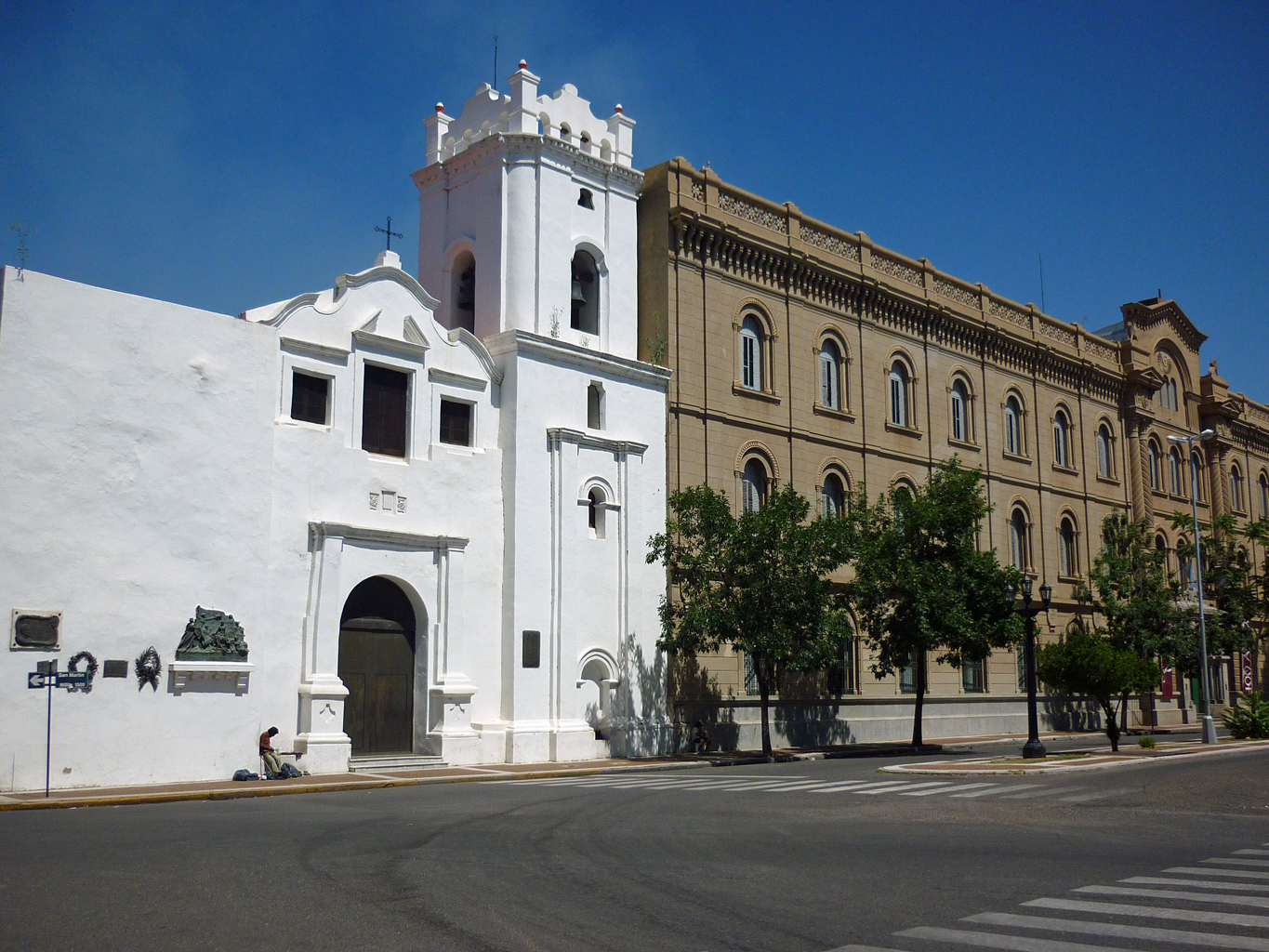
Manzana Jesuítica constituida por la Iglesia de la Merced y Colegio de la Inmaculada Concepción de Santa Fe. Considerado el primero y más antiguo de la Argentina.

Durante la gobernación de Hernando Arias de Saavedra, llamado (Hernandarias), que en 1596 fue nombrado gobernador del Río de la Plata y del Paraguay, se establecieron las primeras escuelas no jesuíticas en el actual territorio argentino. En 1609 concurrían a estos establecimientos unos 150 alumnos. Hubo algunos intentos por parte del Estado de ampliar la educación pública, como por ejemplo, la obligación por parte de los Cabildos de proveer con fondos públicos, casas apropiadas a las escuelas y la admisión de un cierto número de alumnos, con certificado de pobreza expedido por el propio cabildo, a los que debía darse igual educación que a los demás. Se cobraban aranceles de un peso por mes para leer y dos pesos para leer, escribir y contar.
Mientras tanto, en Santa Fe, se construyó alrededor del año 1610 el Colegio de la Inmaculada Concepción, cuyo primer rector fue el sacerdote Francisco del Valle y que es considerado el primer Colegio del país. En Buenos Aires se fundó en 1661 el antecedente más remoto que se conozca del actual Colegio Nacional de Buenos Aires: el Colegio de la Compañía.

### Las misiones jesuíticas
Lo principal en la educación de los niños era la doctrina cristiana, que se repetía tantas veces como fuera necesario para que la aprendieran en profundidad. Sólo en segundo lugar, aprendían letras y ciencias. Los niños concurrían a clase separados de las niñas, y los hijos de los caciques, separados de los hijos de campesinos, aprendían español y latín.
Cada día, los niños eran enviados a actividades distintas: a aprender a leer y escribir, a cantar, ejecutar instrumentos y bailar, a aprender oficios –escultores, pintores, tejedores, herreros– y más de la mitad a trabajar al campo. En Yapeyú, el Padre Antonio Sepp, un destacado músico, creó un verdadero centro de educación musical, es decir, un conservatorio, cuya fama se extendió por todo el Río de la Plata. Además, fabricaron en sus talleres, todo tipo de instrumentos musicales, incluso un órgano. También se esforzaron por crear bibliotecasm y cada pueblo tenía una: la de Santa María la Mayor contenía 445 volúmenes; la de los Santos Mártires, 382; la de Nuestra Señora de Loreto, 315; la de Corpus Christi, 460; y la de Candelaria, tenía 4725 volúmenes. Había un Observatorio Astronómico levantado por el P. Buenaventura Suárez, nativo de Santa Fe.
Tanto las niñas como los niños cursaban la escuela desde los siete hasta los doce años de edad; mientras los niños aprendían a leer y escribir y artes, las niñas aprendían a leer, escribir, hilar y cocinar. Una misión cualquiera, como la de San Ignacio Miní, tenía más de 500 niños en su escuela, mientras que la de Santo Tomé llegaba a los 900.

### La Universidad de Córdoba
Desde su llegada, los jesuitas eligieron a Córdoba como el centro de la Provincia Jesuítica del Paraguay, en el Virreinato del Perú. Para ello necesitaban un lugar donde asentarse y así iniciar la enseñanza superior. Fue así que 1599, y luego de manifestarle dicha necesidad al cabildo, se les entregaron las tierras que hoy se conocen como la Manzana Jesuítica. Allí se construyó en 1608 el Noviciado, y en 1610 el llamado Colegio Máximo, es decir el Seminario en que se formaban los padres jesuitas. Tras un efímero traslado a Santiago de Chile entre 1612 y 1613, se estableció nuevamente en Córdoba a iniciativa del obispo del Tucumán, fray Hernando de Trejo y Sanabria. Apenas reinstalado en Córdoba, Trejo solicitó y obtuvo autorización para crear en base al Colegio Máximo la Universidad de Córdoba, oficialmente fundada en 1613, aunque adquirió el nombre de universidad diez años más tarde.
Trejo fundó también un convictorio, pero éste fue ocupado un lustro más tarde por el noviciado jesuita. Para edificar la Universidad y el Convictorio, Trejo donó cuarenta mil pesos, en la forma de donación por adelantado de sus futuros sueldos, lo que no resultó en nada útil, ya que falleció al año siguiente y apenas alcanzó a donar diez mil pesos. No obstante, con aportes de los vecinos, la Universidad fue terminada hacia 1617. Hubo que esperar hasta 1687 para que los jesuitas, a iniciativa del padre Ignacio Duarte y Quirós, lograsen edificar un nuevo convictorio, que es el actual Colegio Nacional de Monserrat, inmediatamente junto a la Universidad.
La Universidad de Córdoba es la más antigua del país y una de las primeras de América. Ese año también se crea la Librería Grande –hoy Biblioteca Mayor– que, según registros, llegó a contar con más de cinco mil volúmenes.
Las universidades, instituciones originadas en el siglo XI, habían cristalizado en una forma estable a principios del siglo XIII, con su uso abundante de la escolástica, su continua apelación a la autoridad y su clericalismo. Hasta el siglo XIX ese modelo continuaría sin cambios: la fundación de una universidad tenía lugar cuando un colegio o seminario obtenía de la autoridad –en principio eclesiástica, luego real– el permiso para entregar títulos profesionales habilitantes. Solían tener cuatro facultades: de Derecho, de Teología, de Medicina y de Artes; la de Artes era considerada la hermana menor de las cuatro, y administraba los estudios preparatorios, en particular la enseñanza del latín. Había universidades mayores y menores; estas últimas eran fundaciones por parte de nobles o reyes. En América, la casi totalidad de las universidades eran menores.
Mientras que en España la educación universitaria estaba orientada a dotar a la Corona de funcionarios educados y capaces en reemplazo de los nobles de espada, en América el objetivo central era educar a los sacerdotes de la Iglesia católica. En el caso de la Universidad de Córdoba, ese parece haber sido siempre el objetivo casi único, a pesar de lo cual los profesionales allí formados –especialmente los graduados en derecho canónico– eran los más capacitados juristas de la región, por lo que trabajaban como abogados particulares, y más tarde serían funcionarios de los gobiernos nacionales y provinciales. En la de Chuquisaca, en cambio, a la sombra de la Real Audiencia de Charcas, se prestaba mucha más atención al derecho civil y penal.
El sostenimiento de la Universidad dependía de un sistema económico que instalaron los jesuitas en la actual provincia de Córdoba, formado por seis estancias con su ganado, todas las instalaciones para explotarlas, sus quintas para cultivar trigo, maíz y hortalizas y fábricas de paños, de ladrillos y tejas. Estaban servidas por cientos de gauchos de la zona y una cantidad aún mayor de esclavos negros, y el producto de sus ventas menos los gastos de producción servían para mantener a la Universidad, al Colegio de Monserrat y a los padres jesuitas de la zona. Por supuesto, a estos ingresos se les sumaban los pagos anuales que hacían los estudiantes, y las «propinas» que éstos repartían entre los docentes de la Universidad previo a rendir los exámenes finales que les permitirían alcanzar los títulos de bachiller, licenciado o doctor.
En 1624 fue fundada la Universidad Mayor Real y Pontificia San Francisco Xavier de Chuquisaca que, desde su creación, tuvo una notable influencia en toda Sudamérica. Entre 1538 y 1812 se crearon en América española treinta universidades; los jóvenes de la actual Argentina concurrían a las de Córdoba, Chuquisaca o de San Felipe de Santiago de Chile. Muy ocasionalmente, alguno era destinado a la Universidad de San Marcos de Lima, o a alguna de las universidades en la España europea.

### Expulsión de los jesuitas y virreinato del Río de la Plata
La expulsión de los jesuitas del Imperio Español de 1767 hizo que 2630 jesuitas tuvieran que dejar Iberoamérica, lo que significó un terrible golpe para la educación, ya que la inmensa mayoría de las instituciones educativas del territorio estaban a cargo de ellos como profesores.
En un primer momento, los colegios jesuíticos, la Universidad y las misiones jesuíticas guaraníes pasaron a ser controlados por los franciscanos. Fue un error; la orden no estaba en absoluto preparada para semejante desafío, y fracasó casi en todos lados: las misiones perdieron más de la mitad de su población, los colegios perdieron su calidad y disciplina, y la universidad sufrió un proceso similar, hasta que pasó al clero secular. Sin embargo, en Córdoba, la enorme mayoría del clero había sido educado por los jesuitas, y profesaba ideas afines a éstos, con lo que el cambio de los jesuitas a los seculares no alteró profundamente el funcionamiento de la universidad, ni las ideas que se defendían en las aulas. De hecho, los principales cambios desde un sistema basado en la escolástica hacia posturas más modernas, tanto orientadas a la defensa de la razón cartesiana como a la defensa de la observación y experimentación que defendía John Locke habían comenzado algunas décadas antes, de la mano de los propios jesuitas, y los franciscanos no fueron capaces de reemplazarlos por otro sistema viable.
Pasados los colegios y la universidad a manos seglares, el bando de los admiradores de los jesuitas y el de sus detractores continuaron una sorda lucha por el poder en los establecimientos educativos, en los cabildos catedralicios, y en  la universidad. En ésta tuvieron parte destacada los hermanos Ambrosio y Gregorio Funes; este último, deán de la catedral de Córdoba, fue elegido rector del Colegio de Monserrat en 1808.
La Universidad de Córdoba comenzó lentamente a desplazar su interés central de la teología al derecho, y del derecho canónico al derecho civil: desde 1781 se otorgaron títulos de doctor a los laicos –que antes sólo podían acceder al de licenciado– y la enseñanza del derecho civil se organizó entre 1791 y 1793. Las razones no sólo fueron por la influencia de las demás universidades americanas, que se habían movido más tempranamente en esa dirección, sino por la instalación en 1785 de la Real Audiencia de Buenos Aires, que requería un cierto número de licenciados en jurisprudencia, tanto para trabajar como para litigar en ella.
Durante la época del virrey Vértiz se creó el Protomedicato, inicialmente para el control de la actividad de los médicos de Buenos Aires, pero al que posteriormente se le encargó la formación de nuevos médicos, con planes de estudios aprobados en el año 1800.
En 1772, Vértiz fundó en Buenos Aires el Real Colegio de San Carlos, y en 1783 se convirtió en el Real Convictorio Carolino, aunque la institución ha pasado a la historia con el primero de estos nombres, Su docente y rector más destacado fue el padre Luis José de Chorroarín, que logró de los alumnos la disciplina que sólo la educación de los propios padres jesuitas había logrado hasta entonces, y que inició la más grande y variada biblioteca de la ciudad. Fue rector del Colegio entre 1791 y 1813, y fue el maestro de gran parte de la Generación de Mayo. Otro docente destacado del Colegio de San Carlos fue Juan Baltasar Maciel, impulsor junto con Manuel José de Lavardén de la Ilustración en el Río de la Plata. Pese a la moderación que ambos impusieron a las ideas ilustradas, a las que lavaron de sus aspectos anticlericales y democráticos, Maciel terminó su vida expatriado en la Banda Oriental por orden del virrey Loreto.
Las Invasiones inglesas generaron una crisis de grandes proporciones: no solamente los jóvenes se enrolaron voluntariamente en los regimientos militares en lugar de ir al Colegio de San Carlos, restando matrícula a los colegios, sino que el edificio del San Carlos fue ocupado durante la Reconquista por las tropas de los regimientos de la defensa, que continuaron allí durante varios años después de la Revolución de Mayo.

### La Independencia
La guerra de independencia atrajo hacia el servicio en el Ejército a una gran cantidad de jóvenes que abandonaron sus estudios secundarios o universitarios; al mismo tiempo, el erario público gastaba enormes cantidades de dinero en sostener esos ejércitos, de modo que los gastos públicos corrientes se hicieron forzosamente más limitados, incluyendo la inversión en educación. Los casos extremos fueron las zonas golpeadas por las invasiones realistas, como Jujuy y Salta, o por la guerra civil, especialmente en Santa Fe.
No obstante, algunos gobiernos más alejados del frente de combate tomaron algunas iniciativas para mejorar la educación pública. Uno de ellos fue el caso de Mendoza, donde  los fondos reunidos para crear el Colegio fueron utilizados por el general José de San Martín para la formación del Ejército de los Andes, de modo que hubo que esperar su partida hacia Chile para iniciar las obras del Colegio de la Santísima Trinidad, que se inauguró en octubre de 1817.
Las necesidades bélicas del país en guerra obligaron a adaptar las instituciones educativas. En Buenos Aires, la escuela de medicina adscripta al Protomedicato fue reemplazada por el Instituto Médico Militar en 1813. En 1810 se creó la Escuela de Matemáticas, y en 1816 la Academia de Matemáticas y Arte Militar; ambas se fusionaron a fines de 1816, ya que su principal misión era enseñarles matemáticas y geometría a los oficiales de artillería del Ejército. En 1816 se recreó la Academia de Dibujo y, dos años más tarde, la de Náutica. En 1814 se creó la Academia de Jurisprudencia, que no sólo regulaba los actos de los abogados acreditados ante los tribunales de la capital, sino que evaluaba sus méritos antes de autorizarlos a litigar; para ello examinaba a los aspirantes, que podían presentar un título universitario. También evaluaban en todas las materias a los aspirantes que no presentaran títulos, lo cual significa que habían sido formados por profesores particulares.
Más conocido fue el colegio creado por el gobierno central en Buenos Aires: en julio de 1818, a raíz de un decreto del año anterior dictado por el director Supremo Juan Martín de Pueyrredón, se creó el Colegio de la Unión del Sur, como continuador del de San Carlos. Su primer rector fue Domingo Achega, e inicialmente dictaba las mismas materias que el colegio virreinal, pero sus profesores le fueron dando una impronta más secular y científica, especialmente el cura José María Terrero, vicedirector del Colegio, Vicente Virgil, que enseñaba idiomas inglés, francés e italiano, y Juan Crisóstomo Lafinur, primer profesor laico de filosofía, abandonando los últimos restos del escolasticismo y siguiendo a filósofos modernos, desde Newton hasta Condrillac, pasando por Locke y Destut de Tracy.

#### Manuel Belgrano y la educación
Desde el final del régimen colonial se había destacado la figura de Manuel Belgrano, secretario del Consulado de Comercio de Buenos Aires entre 1794 y 1809, quien en 1799 fundó la Escuela de Náutica, que fue puesta bajo la dirección de Pedro Cerviño, que gradualmente la fue convirtiendo en una Escuela de Matemática, pero que tuvo que cerrar durante las invasiones inglesas, en 1806. El mismo año, Belgrano logró la creación de una Academia de Geometría y Dibujo, que fue rápidamente desautorizada y cerrada por orden de la Corona. Belgrano también abogó por la creación de una Escuela de Comercio, una academia de Matemáticas y otra de Arquitectura y Perspectiva, impulsó la educación primaria, técnica y universitaria, y presionó a favor de la educación de las mujeres, algo poco común a comienzos del siglo XIX.
En 1810, Belgrano fue uno de los vocales de la Primera Junta. Mariano Moreno, secretario de la Junta, otorgaba un papel fundamental a la libertad de escribir y la de pensar, así como el derecho a la información por parte del pueblo y de las provincias, ya que lo consideraba indispensables para consolidar el proceso de independencia. Belgrano y Moreno adherían a la postura liberal en la educación, muy influida por Rousseau y por los socialistas utópicos. Sostenía la educación del pueblo como base para construir naciones libres. Esa pedagogía era democrática en los métodos de enseñanza e inclinada hacia el laicismo.
En 1813, cuando el Cabildo recompensó a Belgrano con 40 mil pesos por sus victorias en Salta y Tucumán, este los destinó a la  creación de cuatro escuelas en Tarija, Salta, Tucumán y Santiago del Estero, a la compra de útiles, becas y libros para los más pobres.

### Período de las autonomías provinciales
En 1821 el gobernador de la provincia de Santa Fe, Estanislao López, dictó la primera legislación específicamente educativa del país, la reglamentación titulada «Artículos de observancia para el noble e ilustre Cabildo», antecedente de la Ley 1420. Dictaba en la provincia la educación obligatoria, en la cual el Estado provincial pagaba los salarios de los docentes, entre otras cuestiones. Durante la administración provincial de López se construyeron nuevos edificios escolares, contando para la década de 1830 con una escuela cada setecientas personas. Se dictó que era obligatorio enseñar latín, primeras letras, aritmética, geografía, historia americana y filosofía.
En otras provincias, los caudillos Artigas (en la Provincia Oriental), Bustos (Córdoba), Heredia (Tucumán), Ferré (Corrientes) y Justo José de Urquiza (Entre Ríos) promovieron un sistema educativo estatal, impulsaron la educación primaria pública y privada y la formación de comisiones inspectoras y comisiones protectoras de la escuela en toda la provincia. Las juntas o comisiones estuvieron encargadas de controlar el funcionamiento de la obligatoriedad escolar. También los gobiernos de Alejandro Heredia en Tucumán y Felipe Heredia en Salta establecieron juntas o sociedades protectoras de la educación.

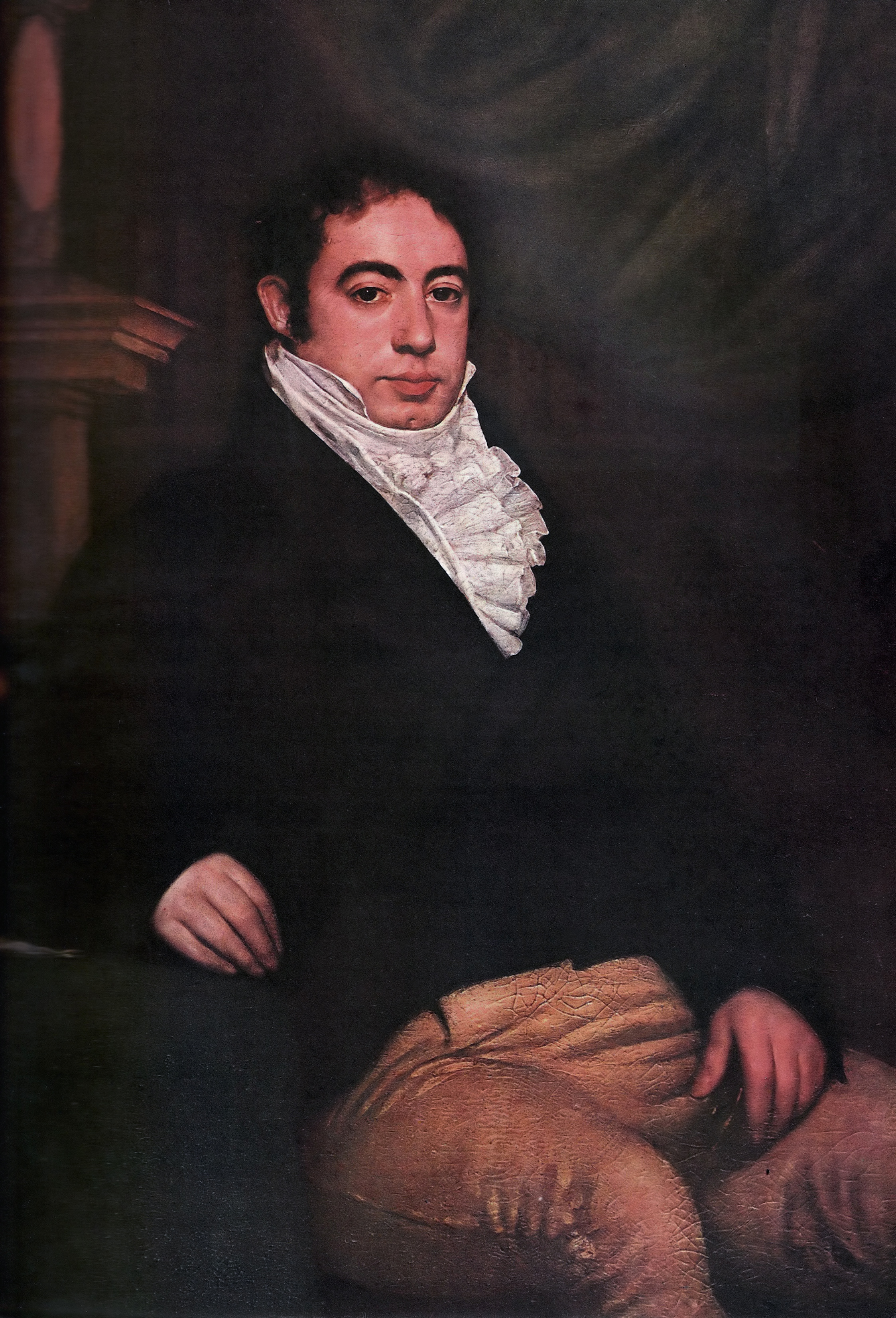

En Buenos Aires, Bernardino Rivadavia –primero como secretario de Gobierno de la provincia, y luego como Presidente de la República Argentina– introdujo el método lancasteriano en todas las escuelas de Buenos Aires; decretó la obligatoriedad escolar y fundó la Sociedad de Beneficencia, a la que encomendó dirigir escuelas para niñas. Promovió el desarrollo de la educación media, nivel aún en germen en la época, abriendo el Colegio de Ciencias Morales, sobre la base del Colegio de la Unión del Sud, y estimuló la enseñanza de la ciencia en el Departamento de Estudios Preparatorios de la universidad, que creó en 1821.

#### Universidad de Buenos Aires
El 12 de agosto de 1821 se fundó la Universidad de Buenos Aires, cuyo primer rector fue el sacerdote Antonio Sáenz, y su sucesor, el sacerdote Valentín Gómez, adicto a Rivadavia. No se hizo de la nada, sino reuniendo un conjunto de instituciones preexistentes, como los cursos de Matemáticas, Dibujo, Náutica y de Historia Natural dependientes del Consulado de Buenos Aires, los del Instituto Médico Militar y la parte teórica de la Academia de Jurisprudencia. Tanto fue así, que al día siguiente de su inauguración confirió cinco grados de medicina y uno de derecho. También ejerció el papel de ministerio de Educación, ya que se le asignó la organización y mantenimiento de la enseñanza primaria y las funciones del Colegio de la Unión del Sud. 
En 1822, la Universidad estaba compuesta por los siguientes departamentos:
- Primeras Letras: era el departamento que administraba las dieciséis escuelas primarias existentes en la ciudad y sus alrededores, donde se pretendió hacer obligatorio el sistema lancasteriano. Este departamento fue separado de la Universidad y pasó a la dependencia directa del gobierno provincial en 1828.
- Estudios Preparatorios: fue el efímero intento de dirigir la enseñanza secundaria desde la Universidad, y reemplazaba al Colegio de la Unión. Allí se enseñaba latín, lenguas modernas, filosofía, economía política ―trasladada en 1823 al Departamento de Jurisprudencia― y ciencias físico-matemáticas. Este departamento desapareció cuando sus funciones fueron transferidas al Colegio de Ciencias Morales.
- Ciencias Exactas: contenía las cátedras de dibujo, química general, geometría descriptiva, cálculo y mecánica, física experimental y astronomía. El esfuerzo resultó excesivo, y algunos meses más tarde se debió abandonar todo, dejando solamente el dibujo y la geometría.
- Medicina: incluía las cátedras de instituciones médicas, quirúrgicas, y de clínica médica y quirúrgica.
- Jurisprudencia: formada por cátedras de derecho civil, natural y de gentes y, a partir de 1823, de economía política.
- Ciencias Sagradas: comenzó a funcionar en 1824 sobre la base de los cursos del Colegio de Estudios Eclesiásticos.

Entre sus docentes destacados se pueden mencionar a Avelino Díaz y Felipe Senillosa en matemáticas y geometría, el exiliado italiano Pedro Carta Molino en medicina, farmacia y física experimental, y en química a Manuel Moreno, que renunció en 1828 para ser funcionario del gobierno de Dorrego. El departamento de medicina fue dirigido por los doctores Francisco de Paula Rivero y Francisco Cosme Argerich. En el departamento de Jurisprudencia actuaron el rector Sanz, en derecho civil Pedro Alcántara de Somellera, en economía política Pedro José Agrelo y, a partir de 1826, Dalmacio Vélez Sársfield.

### Época de Rosas y Confederación Argentina

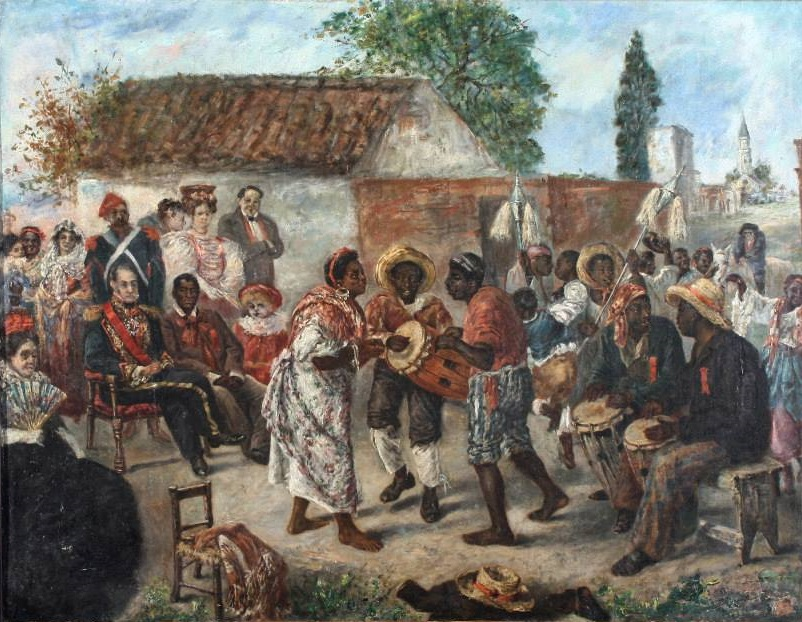
Rosas prestaba mucha atención a sus relaciones con las clases populares; en la imagen, preside un candombe de negros.

La Confederación Argentina fue una confederación de provincias formada tras la guerra civil de 1828-1831, y que fue sometida a la hegemonía del gobernador de Buenos Aires, Juan Manuel de Rosas, entre 1835 y 1852. Las provincias formaron una confederación de estados soberanos que delegaban la representación exterior y algunos otros poderes en el gobernador porteño. Debido a las guerras civiles y al bloqueo del Río de la Plata, Rosas optó por reducir gastos anulando la mayor parte del presupuesto dedicado a la educación. En 1838 se suprimió en Buenos Aires la enseñanza gratuita y dejó de depender del estado provincial el pago de los sueldos de los profesores universitarios.
No obstante la Universidad de Buenos Aires y el actual Colegio Nacional de Buenos Aires se mantuvieron en actividad por medio del cobro de aranceles a sus estudiantes; de sus aulas salieron los miembros de la élite porteña del período siguiente y la mayoría serían detractores acérrimos de Rosas. Pese a la drástica caída en el número de profesores, que llevó al cierre de algunos de los departamentos, entre 1831 y 1850 se recibieron 107 médicos y 155 licenciados en leyes, y además los números iban creciendo gradualmente. También la Universidad de Córdoba, que había pasado de la dirección por sacerdotes seculares a la jurisdicción provincial en 1820, y que otorgaba títulos en derecho canónico y civil, sufrió continuas restricciones económicas.
En Buenos Aires, la educación secundaria estuvo distribuida entre varios colegios. En 1836, Rosas llamó de regreso a los jesuitas, que instalaron el prestigioso Colegio de San Ignacio. Pero, a pesar de la forma privilegiada en que los trataba el gobierno, los jesuitas se mostraron más cercanos a los opositores que al gobernador, por lo cual terminaron por ser expulsados en octubre de 1841 de Buenos Aires, y en los años siguientes de las demás provincias en que se habían instalado. El colegio jesuita fue reemplazado por el Colegio Republicano Federal, regenteado por el antiguo jesuita Francisco Magesté. También había varios colegios privados, como el que dirigía Alberto Larroque. De hecho, varios de los profesores del Colegio estatal abrieron colegios particulares, adonde daban clases a sus antiguos alumnos, siempre bajo el férreo control del Estado en lo que afectara a la orientación política del discurso pedagógico.
En el interior había colegios secundarios en la mayoría de las capitales provinciales; el más antiguo y prestigioso era el Colegio de Monserrat, que dependía de la Universidad de Córdoba. Una de las provincias que mantuvo el esfuerzo en la educación fue Santa Fe, durante los mandatos de Estanislao López, fallecido en 1838, y de Pascual Echagüe, que ascendió al gobierno en 1842. En algunas provincias era especialmente prestigiosa la educación brindada por los conventos, como el franciscano de San Fernando del Valle de Catamarca.
Un caso particular fue la provincia de Entre Ríos, que se beneficiaba del escaso control que podía ejercer Buenos Aires sobre su comercio ultramarino y por ello tenía menos restricciones presupuestarias. Allí, el gobernador Echagüe –el mismo que después sería gobernador de su natal Santa Fe– creó decenas de escuelas y una comisión encargada de hacer visitas periódicas a las mismas. Su sucesor, Justo José de Urquiza, creó muchas escuelas más y se aseguró de que la enseñanza fuese gratuita en toda la provincia. Se crearon también escuelas para niñas y mujeres en la ciudad de Paraná. En 1848 creó un Colegio de Estudios Preparatorios en Paraná, bajo la dirección de Manuel Erausquin, pero debió cerrar sus puertas cuando éste renunció. De modo que Urquiza decidió subvencionar el colegio secundario privado que tenía Lorenzo Jordana en Concepción del Uruguay, con lo que comenzó la formación del actual Colegio del Uruguay, institución pionera en la transformación de la educación secundaria en todo el país. Dirigido primeramente por Erausquin, y luego por Alberto Larroque, fue durante dos décadas –junto con el Colegio Nacional de Buenos Aires– el alma máter de una generación completa de profesionales y líderes políticos argentinos.
Puede resultar asombroso que Urquiza, que se había formado como un caudillo militar típico, un excelente general y un sanguinario vencedor, se convirtiera en un abanderado de la educación pública gratuita e igualitaria. Pero el hecho es que la educación fue una de sus principales preocupaciones, tanto durante sus períodos de gobierno provincial como durante su presidencia, iniciada en 1854.
La literatura del período fue notoriamente escasa, con excepción de la que produjeron los miembros de la Generación del 37. La música, en cambio, tuvo un momento de brillo particular, llegando con Juan Pedro Esnaola a alcanzar cierta autonomía de las escuelas musicales europeas. Por su parte, también la pintura logró iniciar una producción autónoma, especialmente en el campo del retrato, el paisajismo y la pintura histórica; sus representantes más destacados fueron Prilidiano Pueyrredón y Carlos Morel, y los europeos Ignacio Baz, Charles Henri Pellegrini y Amadeo Gras.

## Creación del sistema educativo nacional en la consolidación del Estado Nacional
La caída de Rosas en 1852 fue uno de los momentos clave de la historia argentina: inició el reordenamiento de los partidos políticos, permitió sancionar la Constitución nacional y facilitó la organización de un gobierno nacional, el primero desde 1827 en controlar casi todo el país. Más tarde, en 1862, se instalaría el primer gobierno que extendió su poder sobre todo el país desde 1814. El período que va desde la batalla de Caseros de 1852 a la Federalización de la ciudad de Buenos Aires y el final de las guerras civiles en 1880 se llama Organización Nacional, y presenció intensos cambios en la política educativa del Estado.

### La Constitución Nacional y la Confederación Constitucional
La Constitución Nacional de 1853 estableció en el artículo 5 el derecho a educar y enseñar como una responsabilidad atribuida a los gobiernos provinciales.
Uno de los pioneros en tal sentido fue el gobierno de la Provincia de Corrientes: una ley provincial de 1857 estableció como uno de los destinos de la renta, la fundación de escuelas. En esa dirección, se realizaron las primeras experiencias en la Provincia de Buenos Aires, que sancionó su Ley de Educación en 1875. Las bibliotecas populares en tanto, cubrían la instrucción de las mujeres y fue Juana Manso la primera Directora de una escuela mixta en Buenos Aires.
El gobierno de Urquiza nacionalizó el Colegio del Uruguay y la Universidad de Córdoba, dictando los planes de estudios, ordenando hacer imprimir los textos de consulta, y nombrando a los rectores y decanos de ambas casas de estudios, a las que se agregó el Colegio de Monserrat. Al Colegio del Uruguay, Urquiza lo dotó de un edificio inmenso, excesivo aún para estudiantes de toda la provincia; es que su ambición era que allí se educasen estudiantes de todas las provincias. El resultado fue justamente el esperado: jóvenes de las capitales de todas las provincias se educaron allí, incluyendo una parte considerable de la generación del 80. En las demás provincias del interior, en cambio, había muy pocas escuelas en funcionamiento, y la situación no varió significativamente durante los años 50.
La Constitución, en el inciso 16 del artículo 67, estableció entre las atribuciones del Congreso, la de «dictar planes de instrucción general y universitaria». El presidente Urquiza hizo un gran esfuerzo por aumentar la dotación de docentes de la Universidad de Córdoba, a la que además otorgó una nueva constitución. El país estaba dividido entre la Confederación y el Estado de Buenos Aires, y al presidente le resultaba fundamental que la universidad de la Confederación fuese superior a la del Estado secesionista.
También en la provincia de Buenos Aires se hicieron muchos adelantos, a pesar de que hubo que esperar al año 1875 para la sanción de su ley de educación. La Universidad de Buenos Aires fue reorganizada por completo, aunque inicialmente reducida a los departamentos de Estudios Preparatorios, donde se estudiaban los temas más variados imaginables, desde filosofía hasta química, y de Derecho, que dejó atrás el modelo dirigido por Rafael Casagemas durante el rosismo, modernizó el plan de estudios y lo diversificó. Extrañamente, el departamento de Medicina se separó de hecho de la Universidad durante veintidós años, durante los cuales una élite de médicos modernizó la enseñanza, aunque después no fueron capaces de seguir avanzando al ritmo de la ciencia médica mundial. Ese grupo también establecía las políticas sanitarias de la ciudad de Buenos Aires y regenteaba los hospitales; perdió casi todo su prestigio a partir de la epidemia de fiebre amarilla en Buenos Aires de 1871, y a partir de la campaña en su contra dirigida por el joven estudiante de medicina José María Ramos Mejía, que creó también el Círculo Médico de Buenos Aires, que desplazó de sus funciones extrauniversitaria al grupo que se había adueñado de la Facultad. Esta fue reincorporada a la Universidad en 1874.

### La Argentina unificada
Tras las batallas de Cepeda y Pavón, el país quedó definitivamente reunificado, con su capital establecida en Buenos Aires. El nuevo presidente, Bartolomé Mitre, favoreció en muchos sentidos a la provincia y la ciudad de Buenos Aires, y también extendió por el país los métodos e ideas que se habían sostenido en el Estado de Buenos Aires. La Universidad de Córdoba dio varios pasos en dirección a apartarse del antiguo modelo escolástico y de su utilización como seminario diocesano: se suprimió el departamento de Teología y los docentes eclesiásticos fueron desplazados. También se abandonó el estudio del Derecho Natural, reemplazado por el Derecho Argentino.
En 1864, a instancias del presidente Bartolomé Mitre, se fundó el Colegio Nacional de Buenos Aires, sobre la base del anterior Libres del Sur, y estableció su dependencia de la Universidad de Buenos Aires. Basados en este mismo modelo institucional crecieron otros colegios nacionales en Catamarca, Tucumán, Mendoza, San Juan y Salta. Allí se impartía una educación enciclopedista, muy poco orientada a lo práctico, para alumnos destinados a pasar de los colegios nacionales a las universidades; en definitiva, una educación elitista. La intención de Mitre era formar una élite dirigente, un grupo reducido de jóvenes que posteriormente se creerían los únicos destinados a gobernar el país.
Una ley obligaba al gobierno a enviar partidas especiales de fondos a las provincias, para la edificación de nuevas escuelas; en total, desde 1865 a 1868 se enviaron $56 739, una cifra no muy elevada, a lo que se le sumó unos $5000 para libros y útiles escolares.
En 1861 fue nombrado rector de la Universidad de Buenos Aires Juan María Gutiérrez. Éste creó el departamento o facultad de Ciencias Exactas, que en 1869 lograría la primera camada de ingenieros universitarios del país. También lograría, muchos años más tarde, la Ley Orgánica de la Universidad, que modernizó su funcionamiento y la convirtió en una «federación de facultades», en la que ni el rector ni los claustros centrales se metían en la organización de cada facultad.

### Gobierno de Sarmiento

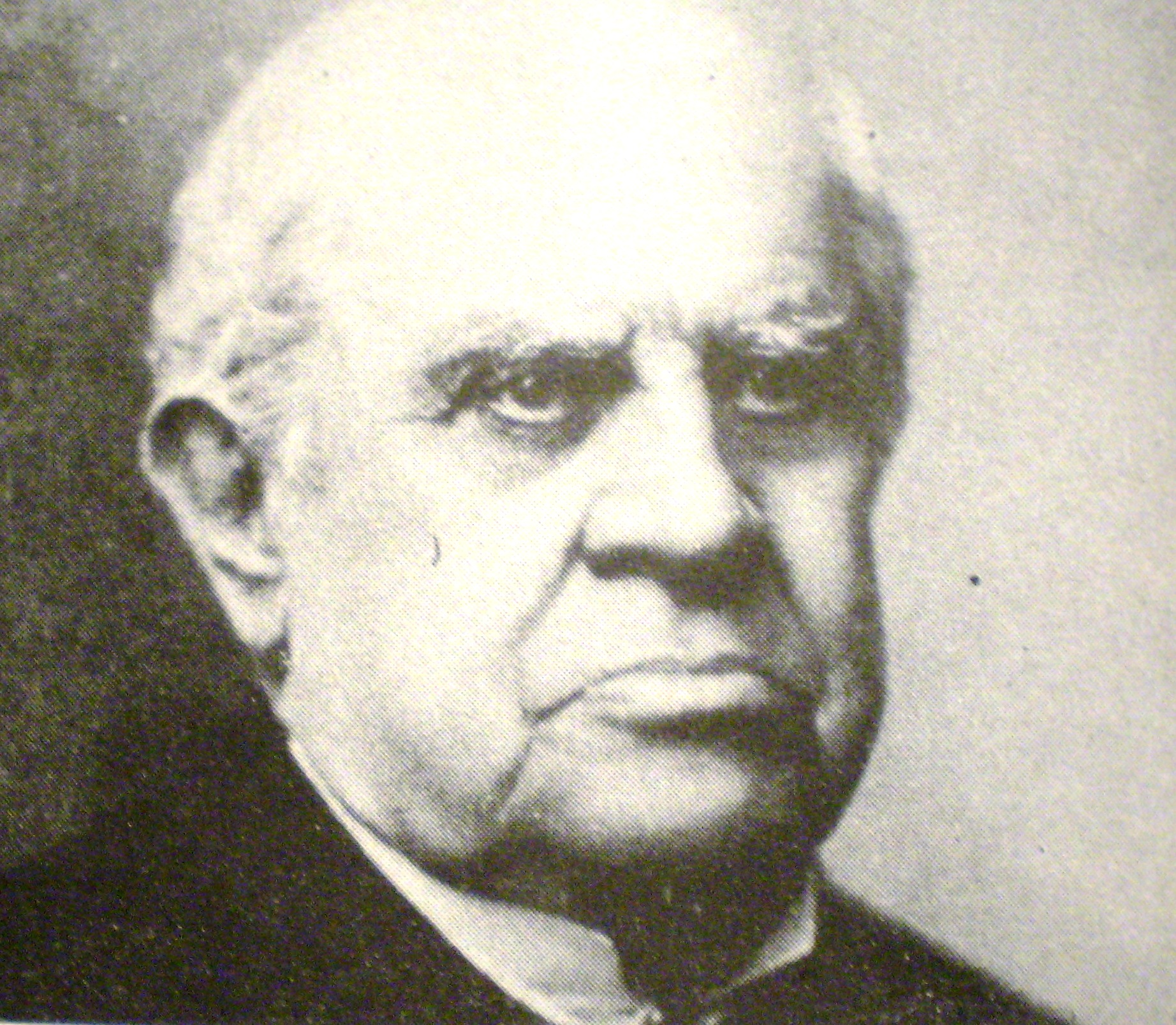
Domingo Faustino Sarmiento, quien fue el principal impulsor de la moderna educación de Argentina.

Durante gran parte de la existencia del Estado de Buenos Aires, el ministro de Instrucción pública del mismo fue el sanjuanino Domingo Faustino Sarmiento. Éste fue elegido presidente de la Nación para el período 1868-1874, y durante su gestión se constituyó en la figura más representativa de la educación en Argentina. Hizo hincapié en actualizar el país con las prácticas de los países desarrollados. Alentó la inmigración y el asentamiento de educadores estadounidenses –llegaron sesenta y cinco entre las presidencias de Sarmiento, Avellaneda y Roca– y europeos; construyó escuelas y bibliotecas públicas en todo el país, en un programa que duplicó la matrícula de los estudiantes durante su mandato.
Sarmiento realizó una importante contribución al progreso científico. Favoreció y creación de instituciones científicas y culturales. Promovió la de consolidación de un sistema científico independiente, enriqueciéndolo con los aportes de la más moderna ciencia europea. Durante su mandato, y con apoyo nacional, las provincias fundaron 800 escuelas de primeras letras, alcanzando a un total de 1816 establecimientos, de los cuales el 27% eran privados.
Se ha sostenido que los cambios que fueron realizados produjeron una operación de exclusión de los sectores populares. Sarmiento creía que la educación puede cambiar las sociedades, pero solo si los sujetos eran educables, pues según él existían muchos bárbaros "ineducables". Sarmiento llevó adelante dos proyectos: promovió el sistema educativo más democrático de su época y, al mismo tiempo, realizó una operación de exclusión de los sectores populares o minorías.
Su obra de gobierno se vio influenciada tanto por los modelos europeos como por el de Estados Unidos, que había tenido la oportunidad de estudiar en sus viajes. Este conocimiento contribuyó a su decisión de contratar maestras de Boston para trabajar en Argentina durante su gestión.
La población escolar se elevó de 30 000 a 110 000 alumnos, consolidando a la Argentina como el país más alfabetizado de América Latina. Sin embargo, el primer censo realizado en el año 1869 dio como resultado que el 72% de la población total era analfabeta, pero el 82% de la población femenina no estaba alfabetizada. Si bien no había diferencia física en los espacios educativos en función del género –ya que la normativa era la misma para ambos sexos–, dado que el hombre tendía a ocupar los cargos de mayor poder, los espacios que ocupaba dentro de las instituciones educativas tenían una carga simbólica mayor que los que ocupaban las mujeres.
En 1870 abrió sus puertas la Escuela Normal de Paraná, pionera en la educación de maestros; en 1873 se crearía la primera escuela normal de Buenos Aires, y al año siguiente la primera escuela normal para mujeres.
Otra figura de la época fue Juana Manso, quien durante su exilio en Montevideo durante el gobierno de Rosas, fundó en su propia casa el Ateneo de las Señoritas, donde se impartía enseñanza a las jóvenes y señoras del Uruguay. De regreso en Argentina,  durante la presidencia de Sarmiento, fue nombrada directora de la Escuela Normal Mixta Nº1. Además, creó 34 escuelas con bibliotecas públicas y fue la primera mujer vocal del Departamento de Escuelas en 1869. En 1871, fue incorporada por el ministro de Justicia e Instrucción Pública Nicolás Avellaneda en la Comisión Nacional de Escuelas, siendo la primera mujer en ocupar ese cargo.
Otra iniciativa clave del ministro Avellaneda fue la fundación de cátedras de Ciencias Exactas y Naturales en la Universidad de Córdoba; para ello comisionó al científico alemán Hermann Burmeister para que trasladase a la Argentina siete docentes, con los cuales formó la Facultad de Ciencias Físico-Matemáticas. Aunque el proyecto fracasó por la mala relación de Burmeister con los científicos que él mismo había elegido, más tarde se instaló una Facultad de Ciencias, también con profesores alemanes. Y, a partir de ella, se planeó la creación de una facultad que formase ingenieros, agrimensores y arquitectos.
En 1871 se sancionó la primera ley de subvenciones a las provincias –provincias empobrecidas, exclusivamente para construir escuelas o ampliarlas, y para compras en el material escolar. Esa ley continuó en vigencia hasta principios del siglo XX, con dos modificaciones a fines del siglo xix.
Al terminar el período de gobierno de Sarmiento fue elegido en su lugar su ministro de Instrucción Pública, Avellaneda. Desde el punto de vista educativo, su gobierno fue continuación del anterior. Hubo avances muy acusados en la formación de maestros y maestras, con la fundación de cinco escuelas normales en otras tantas provincias, se fundó una Escuela de Ingenieros en San Juan, y el número de escuelas aumentó en más de 150, en todo el país.
El Día del maestro en Argentina se conmemora el 11 de septiembre, fecha de defunción de Sarmiento, en honor a su trabajo en el campo educativo.

#### Las Primeras Maestras
En Argentina más del 90% de las maestras primarias son mujeres. En 1870 Nicolás Avellaneda escribía:

La experiencia ha demostrado efectivamente que la mujer es el mejor de los maestros, porque es más perseverante en la dedicación a la enseñanza, desde que no se le presentan como al hombre otras carreras para tentar su actividad o ambición y porque se halla, en fin, dotada de todas esas cualidades delicadas y comunicativas que la hacen apoderarse fácilmente de la inteligencia y de la atención de los niños.
Nicolás Avellaneda

Este tipo de apreciaciones, en consonancia con el marco cultural de la época, hicieron de la docencia una actividad predominantemente femenina. Entre 1874 y 1921 se graduaron 2626 maestras y solo 504 maestros, una proporción que se volvió aún más desigual con el correr de los años debido a la permanencia de estereotipos fuertemente consolidados.
Entre algunas de las educadoras más influyentes de los siglos XIX y XX en Argentina fueron: Matilde Filgueiras, Juana Elena Blanco, Ada María Elflein, Sara Justo, Josefina Passadori, Ángela Peralta Pino, Clara Janet Armstrong, Pía Adela Didoménico, Celia Ortiz  y Clotilde González de Fernández, entre otras.

## Creación del Sistema de Instrucción Pública Centralizado Estatal (SIPCE)

### Época Conservadora
Con la federalización de la ciudad de Buenos Aires en 1880, esta pasó a ser gobernada por las autoridades nacionales, lo que produjo que pasaran a su jurisdicción los establecimientos públicos –incluyendo los de enseñanza, que antes pertenecían a la provincia de Buenos Aires, y entre ellas a la Universidad de Buenos Aires.
Esto obligó a dictar normas al respecto: el presidente Julio Argentino Roca firmó el 28 de enero de 1881 un decreto creando el Consejo Nacional de Educación para el gobierno y administración de las escuelas primarias públicas ubicadas en la ciudad de Buenos Aires. Por decreto del 1° de febrero de 1881 nombró primer Superintendente General al expresidente Sarmiento y designó consejeros a Federico de la Barra, Carlos Guido Spano, Adolfo van Gelderen, Miguel Navarro Viola y José Antonio Wilde.
Durante la primera presidencia de Roca, en 1881, se produjo la primera huelga docente: las maestras de la Escuela Graduada y Superior de San Luis reclamaban por el atraso en el pago de sus sueldos y en contra de los recortes en los salarios de todos los empleados públicos que se venían aplicando desde 1874 durante la presidencia de Avellaneda.
La educación tuvo un papel central en la construcción de la Nación, y los miembros de la generación del Ochenta la consideraban una herramienta esencial para hacer del país una república. El 8 de julio de 1884 fue promulgada la Ley 1.420 de educación común, que estableció la obligatoriedad de la instrucción primara, que además sería gratuita, para todos los niños de entre 6 y 14 años. La ley remarcaba principios de igualdad entre todos los niños y –por primera vez de forma sistemática– también las niñas. Además establecía que se podría acompañar la educación común con educación religiosa, pero que ésta no sería obligatoria, fuera del horario de clases, y no a cargo de los maestros, sino de los ministros de cada religión.[cita requerida]
En mayo de 1883 el expresidente Avellaneda, en ese momento senador nacional y rector de la Universidad de Buenos Aires, presentó un proyecto de ley para regular el funcionamiento de todas las universidades del país. El proyecto se convirtió en la Ley 1.597, del 25 de junio de 1885, conocida como Ley Avellaneda, que regiría sobre todas las universidades hasta la época del peronismo.
El esfuerzo por salir del modelo universitario teórico había tenido éxito, y en las dos últimas décadas del siglo XIX muchos observaron que se había caído en el error opuesto: tanto las dos universidades antiguas como las tres más modernas estaban orientadas exclusivamente para formar profesionales listos para trabajar en actividades específicas: ingeniería, medicina, derecho, casi sin haber ciencias puras, estudios teóricos ni humanísticos. A principios del siglo XX se discutió mucho acerca de cómo salir del «profesionalismo», proponiéndose como alternativas la completa autonomía universitaria, o la completa separación de los estudios teóricos y científicos de los profesionales. En la Universidad de Buenos Aires, una respuesta parcial a ese problema fue la creación de las facultades de la facultad de Filosofía y Letras en 1896, y la separación de los estudios teóricos de los aplicados a la ingeniería en la Facultad de Ciencias Exactas y Naturales; mientras tanto, se había propuesto crear en esta última una facultad aparte para la ingeniería, pero ésta debió esperar hasta 1952.
La infraestructura escolar no conseguía seguir el desarrollo cultural y económico de la Nación, en particular en las provincias del norte, mucho menos desarrolladas que las del centro del país. La Ley 1.420 había garantizado la construcción de escuelas en la Capital y los Territorios Nacionales, pero había dejado a las provincias la tarea de construirlas, cosa que varias de ellas no podían hacerlo. El senador Manuel Láinez logró la aprobación de su proyecto de ley, que se convirtió en la Ley 4.874 –conocida como Ley Láinez– por la cual el gobierno nacional subvencionaría la construcción de escuelas en las provincias. Para controlar el sistema, se creó también un cuerpo de inspectores. Estas «escuelas Láinez» quedaban bajo jurisdicción nacional, y desde 1906 a 1936 se construyeron 3.552 escuelas Láinez.
El siglo XX presenció fases diversas en la educación argentina, abarcando periodos de estabilidad e instancias de agitación política que afectaron el sistema educativo. Las luchas por la equidad, la expansión de la educación superior, la democratización del acceso a la educación y la participación de la sociedad en la definición de políticas educativas fueron aspectos clave que influyeron en el sistema educativo del país. Asimismo, las influencias de corrientes pedagógicas internacionales, los desafíos enfrentados durante periodos de inestabilidad política, y las respuestas a las demandas cambiantes de la sociedad en diferentes épocas reflejan la interconexión entre la historia general de Argentina y su historia educativa, esencial para comprender cómo la educación ha sido un factor clave en la formación de la identidad nacional y en la configuración del desarrollo socioeconómico del país.

### Desarrollo cultural de la época

#### Literatura

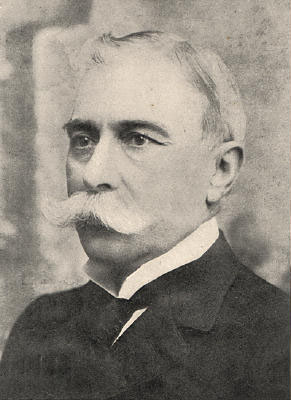
Miguel Cané, destacada figura política y literaria de la Generación del Ochenta.

La gran mayoría de la literatura de la Generación del Ochenta fue producida por políticos, militares y estancieros. Sus obras, casi exclusivamente en prosa, eran relatos autobiográficos o ficcionales, contados como recuerdos. Entre los autores más destacados se pueden mencionar a Lucio V. Mansilla (Una excursión a los indios ranqueles), Eugenio Cambaceres (Sin rumbo), Miguel Cané (Juvenilia) y Eduardo Wilde (Aguas abajo).
Hacia fines del siglo XIX surgió la corriente modernista, que se caracterizó por la poesía refinadamente aristocrática, la exhibición de una cultura cosmopolita y una renovación estética del lenguaje y la métrica. Entre sus cultores se encuentran Leopoldo Lugones (Lunario sentimental, La restauración nacionalista), Enrique Larreta (La gloria de Don Ramiro) y Evaristo Carriego (Misas herejes).
Ya entrado el siglo XX, una nueva camada de escritores adhirió al realismo, especialmente orientado al teatro. Entre los escritores más destacados de esa corriente se cuentan Roberto Payró (Pago Chico, El casamiento de Laucha), y las primeras obras de Horacio Quiroga (Cuentos de amor, de locura y de muerte, Cuentos de la selva).

#### Artes plásticas
Los pintores más destacados del período habían sido educados en Europa, aunque se esforzaban por escapar de la temática y las técnicas típicamente europeas, adscritos en general al realismo. Entre los más conocidos se encuentran Eduardo Sívori (El despertar de la criada), Eduardo Schiaffino (El reposo), Ángel della Valle (La vuelta del malón), o Ernesto de la Cárcova (Sin pan y sin trabajo).
Ya iniciado el siglo XX, surgen los primeros pintores del impresionismo, como Martín Malharro y Fernando Fader, pintores de paisajes y personajes rurales.
La escultura tuvo un desarrollo mucho menor, aunque se destacan autores como Lucio Correa Morales (La cautiva), Lola Mora (Fuente de las Nereidas), Rogelio Yrurtia (Canto al trabajo), o Pedro Zonza Briano.
La arquitectura argentina fue esencialmente una variante de las corrientes arquitectónicas del período en Europa, y solamente unos pocos arquitectos argentinos alcanzaron renombre, como Ernesto Bunge y Juan Antonio Buschiazzo.

#### Música

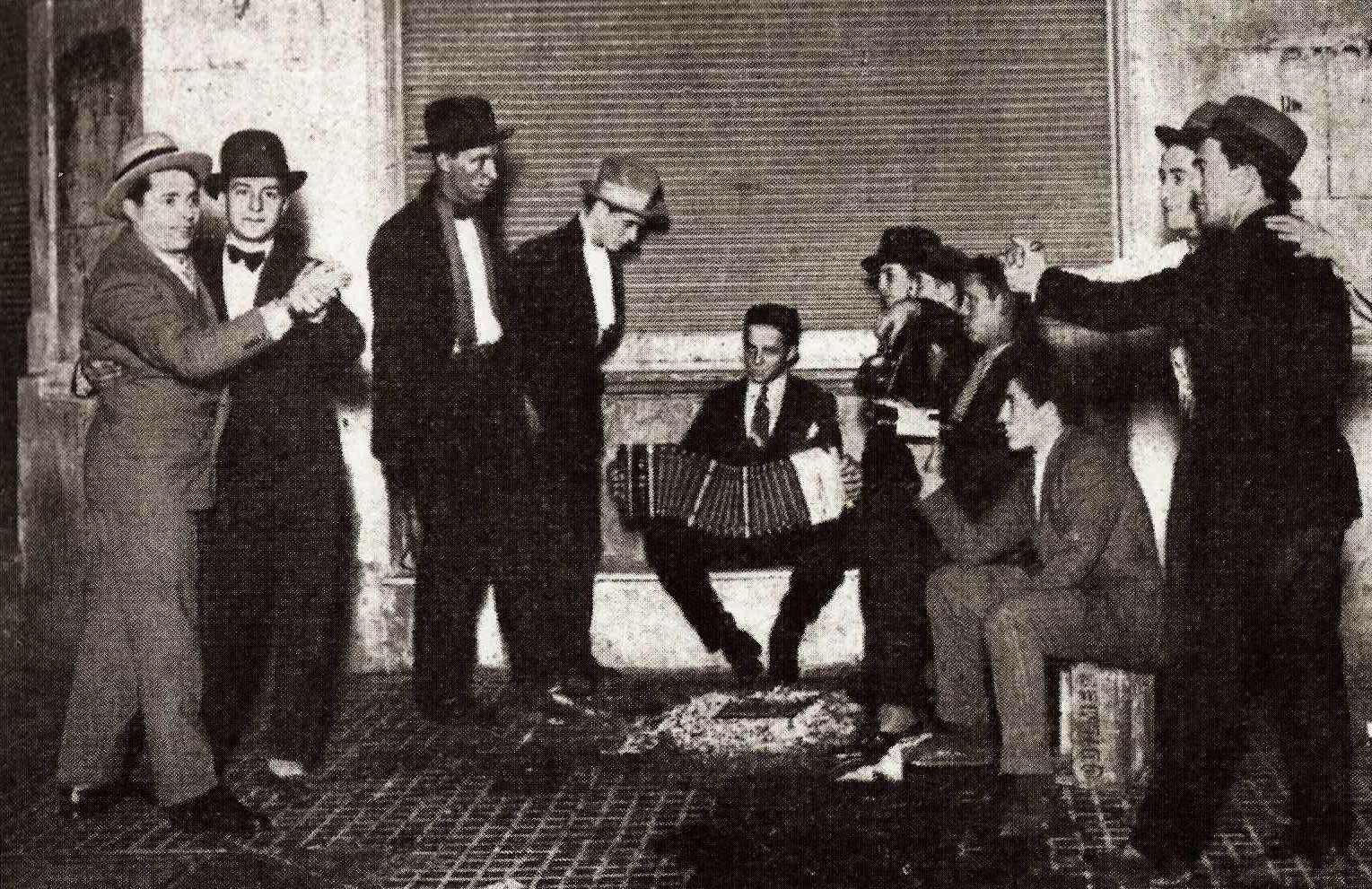
En un principio, el tango era una música de marginales, y no era raro que se bailara ente hombres.

La Argentina recibió una gran cantidad de orquestas y músicos de Europa en esos años, relegando su propia producción; el único autor nacional realmente consagrado de este período fue Alberto Williams.
La música folclórica fue considerada un divertimento para pobres, un arte menor, hasta que fue rescatada desde ese puesto inferior por las investigaciones de Andrés Chazarreta.
En cambio, fue justamente en este período cuando surgió el estilo musical que siempre ha caracterizado a la Argentina para el resto del mundo: el tango. Surgido como una mezcla de estilos traídos por los inmigrantes italianos y los estilos africanos de los descendientes de esclavos, durante algunas décadas fue una curiosidad de los salones de baile para las clases más humildes y los prostíbulos que frecuentaban jóvenes de clase media y alta. Fue de la mano de estos jóvenes que, a principios del siglo XX, logró ascender en la apreciación de todas las clases sociales, al mismo tiempo que autores e intérpretes destacados como Ángel Villoldo, Pascual Contursi, Ignacio Corsini o Francisco Canaro le aportaban brillo musical y refinamiento poético. Los primeros años de Carlos Gardel coincidieron con los últimos del régimen conservador.

#### Historiografía, filosofía y sociología
En la historiografía, la herencia de Bartolomé Mitre resultó difícil de superar. Adolfo Carranza se especializó en historia colonial; Ángel Justiniano Carranza en historia naval y colonial. Posteriormente, Adolfo Saldías y David Peña dieron comienzo a la primera fase del revisionismo histórico, de raíz liberal;
Llegando al 1900 se difundió una historiografía positivista, de estilo ensayístico, centrada en la evolución sociológica de los pueblos. En este subgénero sobresalieron Ernesto Quesada, Juan Agustín García, José María Ramos Mejía.
Después del Centenario comenzó una transformación de los estudios históricos, con la aparición de la obra de Juan Álvarez y la Nueva Escuela Histórica, representada por Ricardo Levene y Emilio Ravignani, y en cierto modo también por Diego Luis Molinari, que luego viraría hacia el revisionismo.
Entre los filósofos, las obras de Joaquín V. González, Leopoldo Lugones y José Ingenieros tuvieron mucha influencia en las generaciones posteriores.
En la sociología pura, el Informe sobre el estado de la clase obrera, de Juan Bialet Massé, fue el primer estudio sistemático de las condiciones de vida y de trabajo de las clases pobres en el país.

#### Ciencias

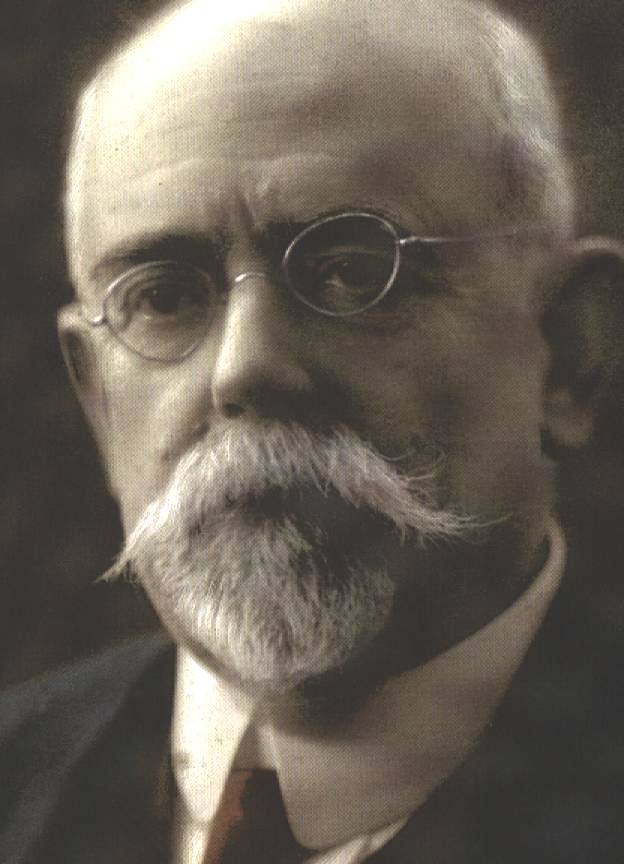
Francisco P. Moreno fue un destacado explorador, antropólogo y biólogo, que prestó invalorable ayuda a su país durante la determinación de los límites con Chile.

Entre los biólogos más destacados del período se encuentran Eduardo Ladislao Holmberg y Clemente Onelli, que fueron directores del Zoológico de Buenos Aires; Francisco P. Moreno y Juan Bautista Ambrosetti, etnógrafos y fundadores respectivamente del Museo de La Plata y del Museo Etnográfico; Carlos y Florentino Ameghino, paleontólogos.
El Instituto Geográfico Argentino, fundado en 1879 por Estanislao Zeballos, dirigió importantes expediciones, especialmente a la Patagonia. Entre los exploradores más importantes se deben mencionar a Francisco P. Moreno, Luis Jorge Fontana y Ramón Lista. El Instituto Geográfico Militar, cuyo primer director fue Manuel Olascoaga, se dedicó especialmente a la cartografía y la geodesia.
En la medicina sobresalieron los médicos Ignacio Pirovano, gran impulsor de la cirugía moderna, y Guillermo Rawson, introductor del concepto científico y social de la higiene médico y cofundador de la Cruz Roja Argentina en 1880.
Las ciencias exactas habían tenido un especial empuje hasta 1890, perdiendo rápidamente importancia, reemplazadas por los estudios técnicos o de ciencia aplicada.

### Universidades
Al comenzar el período conservador, existían solo dos universidades en la Argentina: la Universidad de Buenos Aires y la Universidad Nacional de Córdoba. En 1889 se le agregó la Universidad de Santa Fe, que el 17 de octubre de 1919 pasó a llamarse Universidad Nacional del Litoral, a partir de la reforma universitaria. En 1897 se fundó la Universidad Nacional de La Plata, con un criterio más moderno, que obligó a modernizar las dos más antiguas. Al final del período, en 1914, se fundó la Universidad Nacional de Tucumán.
La más grande e importante fue siempre la de Buenos Aires, que al iniciar el período sólo contaba con las facultades de derecho y medicina. En la última década del siglo XIX incorporó las facultades de Ciencias Exactas, Físicas y Naturales –que incluía la carrera de Ingeniería– y de Filosofía y Letras. A principios del siglo XX incorporó las facultades de Agronomía y Veterinaria y de Ciencias Económicas.

### Educación técnica
La educación técnica en la Argentina tiene una larga historia de ya más de un siglo. Su primera manifestación se dio en 1871, en los colegios nacionales de Salta (con el Departamento Agronómico Anexo), y de San Juan y Catamarca (con los departamentos de minería), de acuerdo a documentos de la Academia Nacional de Educación.
El máximo impulsor de las escuelas técnicas fue Osvaldo Magnasco, ministro de Justicia e Instrucción Pública del segundo período presidencial de Roca, que se había destacado algunos años antes, siendo diputado, por denunciar las maniobras de los ferrocarriles para no pagar impuestos. Desde el ministerio se propuso crear una gran red de cientos de escuelas técnicas y agrotécnicas, pero cometió el error de anunciar que cerraría algunas escuelas normales para ello y que las escuelas pasarían a ser controladas por los estados provinciales. Cuando envió la ley a la Cámara de Diputados, fue rechazada por una mayoría de diputados oficialistas, azuzados por el diputado Alejandro Carbó, egresado de la Escuela Normal de Paraná. De todos modos Magnasco estuvo a punto de iniciar su plan de obras sin pasar por el Congreso, pero una campaña periodística orquestada en su contra por el diario La Nación, que incluía difamaciones evidentes, obligó a Roca a acercarse a Mitre –dueño del diario– y a Magnasco a renunciar. El plan fue abandonado, y la mayor parte de la educación secundaria siguió siendo enciclopédica y poco práctica.

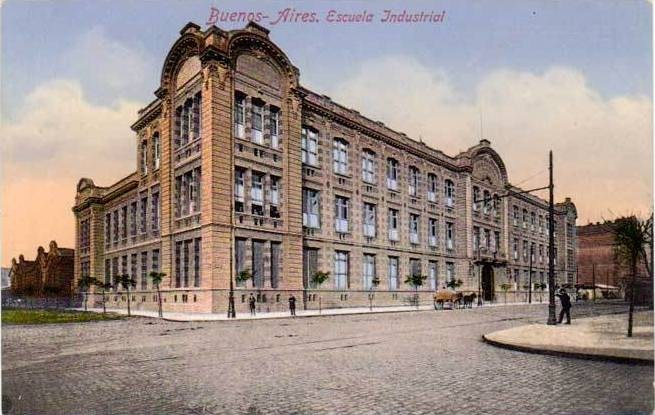
La Escuela Técnica de la Nación alrededor del año 1910, antes de la plantación del arbolado urbano en la avenida Paseo Colón

En 1897, se creó en Buenos Aires el Departamento Industrial como anexo de la Escuela de Comercio Carlos Pellegrini. Para 1899 se independiza, transformándose en la Escuela Técnica de la Nación, la primera escuela industrial del país, y pocos años más tarde fue renombrada como Escuela Técnica Otto Krause, que era el nombre de su primer director. Fue creada bajo el modelo alemán de escuela tecnológica orientada a los principales procesos productivos: mecánica, química, electricidad y construcción. Hacia 1910 era un instituto de prestigio internacional, al punto que sus egresados comenzaron a tener posiciones de relevancia en la industria, desplazando en muchos casos a los ingenieros universitarios.
Paralelamente, se produjo el surgimiento de las llamadas «escuelas de artes y oficios», como fue el caso de las escuelas Raggio, fundadas en 1924. Estas escuelas tenían la particularidad de integrar en un mismo espacio disciplinas técnicas y artísticas, vinculadas con movimientos como el Arts and Craft y escuelas similares europeas como la Bauhaus (1919-1933).
Se puede decir que la pujanza industrial del primer cuarto de siglo llevó a la consolidación de las escuelas técnicas.

### Final del régimen conservador
El avance de la alfabetización fue muy evidente en este período: de acuerdo con los censos de población, en 1869 la población de 6 a 13 años de edad que concurría a la escuela era del 20%, para 1895 del 31%, y en 1914 el 48%. Como resultado, el analfabetismo del total de la población, que en 1869 alcanzaba el 77%, en 1914 se había reducido al 35%.
Desde finales del siglo XIX, con el ingreso masivo en las escuelas de los hijos de inmigrantes, se decidió fomentar la difusión de la historia argentina, el uso de símbolos nacionales –especialmente la bandera, el escudo y el himno– para promover la identificación de esos niños con su país de nacimiento. Proliferaron fuera de toda medida las celebraciones de las fechas patrias, actitud que se mantuvo hasta la mitad del siglo xx. Hacia 1910, en el marco de los festejos del Centenario, se profundizó la insistencia en los contenidos de inspiración patrióticos, con el objetivo de consolidar una concepción unificadora de la identidad nacional. También la Ley Láinez, de 1905, que resultaba en una intromisión del Estado nacional en lo que era de incumbencia exclusivamente provincial servía a esos mismos fines nacionalistas.
Los hijos de inmigrantes que lograban alcanzar cierto grado de riqueza aspiraban a ascender también en la escala social, para lo cual el ejercicio de una profesión universitaria era el camino más eficaz; en general se elegía la carrera de medicina, que llegó a suponer más de la mitad de toda la matrícula universitaria del país, aunque una proporción mucho menor de los diplomas entregados. La razón es que era una carrera muy exigente –al igual que la segunda carrera elegida por quienes pretendían ascenso social, que era la de Ingeniería– mientras que la carrera de Derecho era mucho menos demandante de esfuerzo y tiempo. Por consiguiente, era la elegida por los hijos de la alta sociedad, que podían darse el lujo de tardar varios años de más hasta finalmente obtener la graduación. La Facultad de Derecho de la Universidad de Buenos Aires, por ejemplo, era una especie de club aristocrático donde se tejían relaciones casi tanto como se estudiaba, y que proveía de abogados a las grandes empresas de capital extranjero, y al Estado nacional y los estados provinciales de funcionarios, magistrados y legisladores.
El impulso del Estado a la educación pública universal entró pronto en contradicción con el sistema político restrictivo. Las consecuencias de esta tensión estallaron en las primeras décadas del siglo XX, cuando los nuevos sectores medios en expansión pusieron fin al régimen conservador.

## Experiencia radical y Década Infame
Al sancionar la Ley Sáenz Peña de elecciones universales y secretas, los conservadores confiaban en incorporar a las clases medias a su propio sistema, aceptando que la Unión Cívica Radical ocupase el segundo lugar en la preferencia de los electores. La idea no era, en absoluto, que los radicales pudiesen llegar a la presidencia, pero –para sorpresa de unos y otros– eso fue exactamente lo que ocurrió en 1916. El nuevo gobierno intentó varios cambios en la organización de la sociedad, pero –más importante aún– el hecho de que lo hiciera promovió entre los trabajadores, las mujeres y los estudiantes la idea de que se podían hacer grandes cambios por medio de la discusión parlamentaria o de la acción directa.

### La Reforma Universitaria
En la Universidad Nacional de Córdoba se mantenían aún características elitistas y clericales. Los estudiantes universitarios de Buenos Aires, La Plata y Córdoba, pertenecientes a familias de una reciente clase media formada a partir de la gran ola de inmigrantes europeos o sus descendientes, venían organizándose en centros de estudiantes por facultad desde principios del siglo XX, y comenzaban a exigir reformas que modernizaran y democratizaran la universidad. Los centros de estudiantes se habían organizado a su vez en federaciones (Tucumán, Córdoba, La Plata y Buenos Aires) y en abril de 1918 fundaron la Federación Universitaria Argentina (FUA), como organización gremial representativa del estudiantado argentino.
A fines de 1917, una ordenanza de la Universidad de Córdoba suprimiendo el internado en el Hospital de Clínicas dependiente de la Universidad, desató el descontento de los estudiantes cordobeses que solicitaron a las autoridades universitarias la revisión de las medidas. El 20 de marzo el Consejo Superior resolvió «no considerar ninguna solicitud»; el 31 de marzo los estudiantes declararon una huelga general y pidieron la intervención de la Universidad por el gobierno nacional. Comenzaba la Reforma Universitaria.
El presidente envió como interventor de la Universidad a José Nicolás Matienzo, que organizó concursos para cubrir cargos, hizo elegir los claustros, donde pasaron a dominar los reformistas, y organizó la elección del rector. Para sorpresa de todos, fue elegido rector Antonio Nores, líder del grupo más reaccionario y opuesto a la renovación que exigían los estudiantes. La noticia enfureció a los estudiantes, que se apoderaron de la Universidad y expulsaron a todos los no estudiantes, obligando a Nores a pedir ayuda; en lugar de ayuda llegó el Ejército y arrestó a todos los implicados. El propio ministro de Justicia e Instrucción Pública asumió la intervención de la Universidad, donde se impusieron las exigencias de los estudiantes:
Se ha insistido mucho en el supuesto oscurantismo religioso que reinaba en la Universidad de Córdoba antes de la Reforma, pero esta imagen es casi completamente falsa: su discurso docente tenía cuidado en no ofender a la Iglesia católica, pero no iba más allá; en todo lo demás, su enseñanza científica y social estaba a la altura de la que se impartía en Buenos Aires y en La Plata, por ejemplo. La Reforma también eliminó los últimos recuerdos de la universidad jesuita, pero a lo que realmente apuntó fue a la organización y el gobierno, dándoles a los estudiantes un  lugar que no tenían y destruyendo el grupo de notables que monopolizaba todos los puestos de la docencia.
Entre los cambios impuestos por la Reforma se cuentan: la autonomía universitaria, que sólo depende del gobierno para la financiación de sus actividades; la participación del claustro de estudiantes en el gobierno de las facultades y universidades, junto con los docentes y egresados; la extensión y la investigación universitarias como una de sus funciones centrales; la libertad de cátedra; los concursos de oposición y la renovación periódica de las cátedras.
Gradualmente, los principios de la Reforma fueron también aplicados en las demás universidades argentinas, y poco después en muchas latinoamericanas. Además, en los años siguientes se logró la nacionalización de las dos universidades provinciales de la época: la de Santa Fe –pasó a llamarse Universidad Nacional del Litoral– y la Universidad Nacional de Tucumán.
Durante las dos décadas que siguieron a la Reforma se hizo un gran esfuerzo por conciliar la tendencia «profesionalista» –la formación de profesionales prácticos en su actividad– con las tendencias cientificistas –investigación como parte central de la actividad universitaria– y humanista –formación integral de los estudiantes, incluyendo cursos de arte y de filosofía, por ejemplo. Los avances en la investigación estuvieron nucleados en los institutos de investigación creados dentro de cada facultad, que en algunos casos alcanzaron hasta diez institutos en una sola de ellas. También se hizo un esfuerzo, con resultados más limitados, en favor de la extensión universitaria; pero en lugar de concentrarse en el contacto directo de los científicos con los ciudadanos no universitarios, se prefirió centrarse en conferencias y transmisiones de radio.

### Gobiernos radicales y Década Infame
Durante el gobierno radical de Hipólito Yrigoyen, comenzado en 1916, se planteó una reorganización profunda de la enseñanza secundaria, con la idea de lograr una ampliación de los actores de la educación en el mismo sentido en que se estaban ampliando los actores políticos. Sin embargo, la ley orgánica de la educación fracasó frente a la negativa de los conservadores.
Durante la presidencia de Yrigoyen, de acuerdo a Gabriel del Mazo, se construyeron no menos de tres mil escuelas, incluyendo escuelas móviles para los niños indígenas. Como dato negativo, Yrigoyen dejó sin efecto el plan de reforma educativa que le había dejado el ministro de Instrucción Pública del último gobierno conservador, sancionado poco antes del cambio de gobierno, y que estaba orientado a difundir la educación técnica por sobre la educación como preparación a la universidad.
En 1919, Yrigoyen creó el Patronato de Menores, que debía encargarse de la educación y de la reinserción social de los delincuentes juveniles. También inició las primeras escuelas con bachillerato nocturno, las asociaciones cooperadoras e impuso el símbolo universal de la igualdad en la educación: el guardapolvo blanco.
La relación entre el gobierno y la docencia se fue deteriorando durante la década de 1920. A la demanda de mejores condiciones laborales se sumó la irritación que produjo entre los docentes el cambio de rumbo del radicalismo: el gobierno de Marcelo T. de Alvear se alió con los conservadores y colocó a funcionarios políticos en los cargos directivos en el sistema escolar. Las gestiones de los dos ministros de Educación de Alvear, Celestino Marcó y Antonio Sagarna, se caracterizaron por las deficiencias administrativas, la escasez presupuestaria y el mal estado de los edificios.
En 1914 en el país había 1 485 785 niños que tenían entre 6 y 14 años y 863 290 estaban inscritos en la escuela primaria, el 58% sobre la población en edad escolar. Había 26 689 maestros y 7575 escuelas. En 1932 había 2 239 117 niños tenían entre 6 y 14 años; el porcentaje de inscripción en la primaria solamente había aumentado en algo más del 10%: un 69,01% de inscritos, a pesar de que el número de maestros –53 838– se había duplicado.
Con el regreso de Yrigoyen a la presidencia en 1828 se desarrolló entre los estudiantes universitarios un sentimiento elitista, que rechazaba la igualdad propugnada por el radicalismo yrigoyenista, y que lanzó cada vez más habituales y cada vez más violentas protestas contra el gobierno, bajo la dirección de muchos profesores. Finalmente, terminaron teniendo un papel central en los últimos días antes del 6 de septiembre, día en que se produjo el golpe de Estado que derrocó al gobierno radical. Pero los únicos favorecidos por el golpe fueron los nacionalistas y algunos profesores universitarios conservadores. Inmediatamente después del golpe, Uriburu anunció la «normalización universitaria», que básicamente consistió en una brutal persecución de cualquier docente o estudiante que manifestase cualquier forma de disidencia, fuera ésta desde el comunismo, «el materialismo histórico o el romanticismo rousseauniano» (sic); la lista de docentes y alumnos y expulsados, deportados, arrestados o torturados se hizo interminable. Se suprimieron los centros de estudiantes universitarios por decreto, y hasta Ricardo Levene, interventor de la Universidad de La Plata, fue arrestado por no haber cumplido las órdenes impartidas por el interventor de la Universidad de Buenos Aires. La caza de disidentes se hizo despiadada, y las normas inspiradas en la Reforma Universitaria fueron anuladas por completo. A continuación se celebraron las elecciones para los claustros, con una sola lista cada una, dictadas desde la intervención: los resultados van desde un 70% de electores en blanco, hasta el 100%, es decir una lista única a la que nadie votó.
Al llegar al gobierno, Agustín Pedro Justo anunció una amnistía para profesores y estudiantes, la cual –aunque parcial– le dio inicialmente una buena imagen entre los estudiantes, que además recuperaron parcialmente su participación en el gobierno universitario. Muy pronto se pudo comprobar que esta mejora era más aparente que real: a las persecuciones, que nunca desaparecieron del todo, se sumó el fraude electoral generalizado. Bajo el gobierno de Justo florecieron el fascismo y el antisemitismo, mientras los liberales moderados eran acusados de comunistas y expulsados de las universidades y colegios. Se suprimieron los centros de estudiantes en los colegios secundarios, y el gobierno persiguió a los docentes con posturas radicalizadas, pero también a los moderados y los laicistas. Durante los últimos años de la presidencia de Justo y los dos años que duró efectivamente la de Roberto M. Ortiz la situación mejoró en sus aspectos más sensibles, y se creó una nueva universidad, la Universidad Nacional de Cuyo, cuyos estatutos respondían parcialmente al modelo reformista. Pero las restricciones y persecuciones volvieron a aparecer durante la presidencia de Ramón S. Castillo.
Las primeras cuatro décadas del siglo XX presenciaron un gran crecimiento de la educación religiosa católica: era la época en que se pudo afianzar el «mito de la nación católica». Entre las escuelas privadas de carácter religioso se destacaron nuevas escuelas como el Colegio San Agustín y el Belgrano Day School en Capital Federal, el Colegio Ward en Villa Sarmiento o el Colegio Santo Domingo en Ramos Mejía, fundados en 1907, 1912, 1913 y 1915, respectivamente.

## Modernización social y educativa en los comienzos del peronismo
La revolución de 1943 y los diez años del primer peronismo presenciaron una serie de cambios en la educación argentina. Para empezar, bajo el dictador Pedro Pablo Ramírez, todos los puestos de responsabilidad en el área de educación fueron entregados a sectores nacionalistas de derecha, empezando por sus dos ministros de Educación: Gustavo Martínez Zuviría y Alberto Baldrich, y por otros funcionarios notables, como el interventor de la Universidad del Litoral, Jordán Bruno Genta. Cuando los estudiantes manifestaron oponerse a este último, 500 fueron cesanteados. Otro tanto ocurrió en Córdoba, lo que generó una huelga estudiantil en todo el país. El último día de 1944 se abandonó la prohibición de la educación religiosa en escuelas públicas, que se había mantenido durante décadas, y a cambio se hizo obligatoria.
La torpeza con que se manejaron los nacionalistas unificó las opiniones de prácticamente todos los estudiantes del país en contra de la dictadura, y esa posición se mantuvo aún después de que Ramírez fuera reemplazado por Edelmiro J. Farrell, que a su vez desplazó a la ultraderecha en favor de funcionarios nacionalistas moderados. Los estudiantes, junto a las clases medias y altas a las que pertenecían sus padres, reclamaron insistentemente que el Ejército volviese a sus cuarteles y se llamase a elecciones, e hicieron una muy activa propaganda en contra de la candidatura presidencial de Juan Domingo Perón, quien terminó triunfando en las elecciones de febrero de 1946.

### Peronismo y educación
Cuando, en 1946, asumió finalmente el Congreso Nacional, los diputados de la oposición supusieron que sería fácil explotar el sentimiento anticlerical de los diputados peronistas de origen sindical para derogar el decreto sobre educación religiosa obligatoria; pero el decreto se convirtió en ley casi sin discusión.
Durante el gobierno de Perón (1946-1955), la implementación del estado de bienestar provocó una gran ampliación del consumo. Esto más el desarrollo y puesta en práctica de los derechos sociales, repercutieron en la extensión de la matrícula educativa.
El Congreso aprobó el Estatuto para el Personal Docente de los Establecimientos de Enseñanza Privada y el Consejo Gremial de Enseñanza Privada. En 1943, era estatal el 61,87% de los establecimientos de enseñanza media normal y privado el 38,13%; en 1955 eran públicos el 69,35% y privados el 30,65%.
La enseñanza media normal pasó de 48 794 alumnos en 1943 a 97 306 en 1955, es decir que duplicó su población en este período.[cita requerida] Además se logró que la población alfabetizada se acercara por primera vez al 100%.[cita requerida]
Para la educación secundaria, el gobierno de Perón favoreció la educación técnica: creó en 1947 las «escuelas fábrica», centros de enseñanza de múltiples oficios artesanales. Los alumnos recibían sin cargo desayuno, almuerzo, herramientas, libros, elementos de estudio y vestimentas de trabajo.
Pero también el sistema educativo sirvió para reforzar el carácter casi hegemónico del régimen peronista, especialmente por la continua mención de las figuras de Juan y Eva Perón, que figuraban inclusive en los textos de enseñanza primaria, en lo que sus opositores vieron como un caso de culto a la personalidad.
Al estallar el conflicto entre el gobierno de Perón y la Iglesia católica, en 1955 la enseñanza religiosa en las escuelas no fue solamente abandonada, sino directamente prohibida en todos los institutos técnicos. Esto –sumado a otras leyes como la Ley de Divorcio promulgada en 1953– acentuó el conflicto de Perón con la Iglesia católica.

### Peronismo y universidad

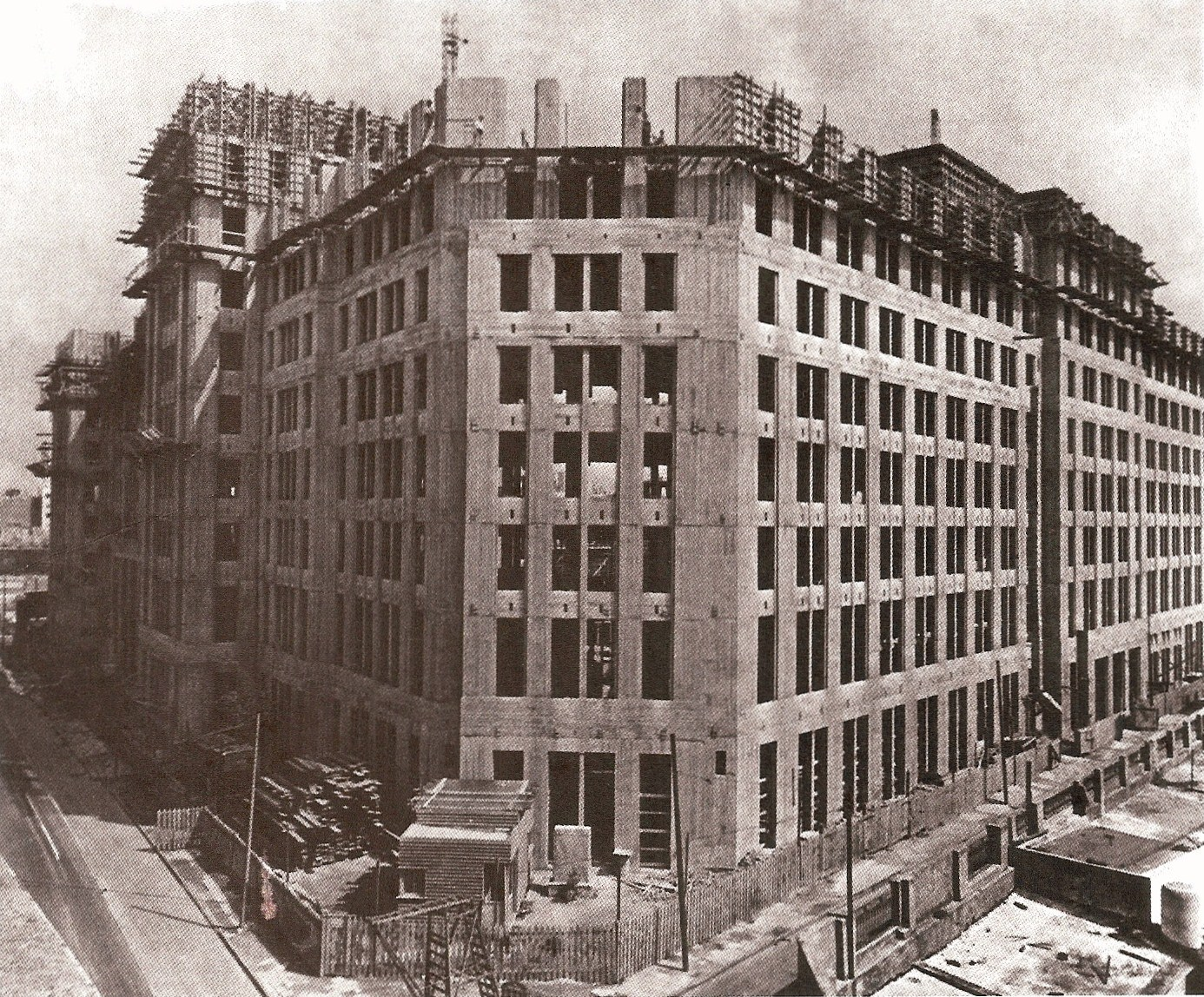
La sede actual de la Facultad de Medicina en construcción en 1940.

Identificada por la oposición como un régimen fascista, la dictadura surgida en 1943 fue enfrentada por amplios sectores de clase media y alta, incluidas las universidades: tanto profesores como alumnos participaron en demostraciones y en documentos públicos exigiendo el regreso a la democracia. La elección presidencial de Perón, que había sido miembro destacado de la dictadura, llevó a estos sectores universitarios a continuar su oposición. Tanto la dictadura como el gobierno de Perón respondieron cesanteando a gran cantidad de profesores y alumnos; hasta un tercio de todo el cuerpo docente fue cesanteado o renunció, lo que llevó a una renovación profunda del mismo –por razones principalmente políticas.
Los historiadores antiperonistas hacen hincapié en que esto generó una estructura de investigación, docencia y actividad intelectual paralela al sistema universitario que estuvo en actividad durante esos años con la participación de los docentes marginados –casi siempre se menciona el caso de la Fundación Campomar, con su laboratorio dirigido por Luis Federico Leloir. Si bien es relativamente cierta la respuesta peronista al fenómeno, que lo identifica como una reacción elitista, el hecho es que esta «Universidad en las sombras» fue la que se hizo cargo de la enseñanza superior tras el derrocamiento de Perón, cuando tocó a su vez a los docentes peronistas ser expulsados de sus cátedras.
En 1947 fue sancionada la Ley 13.031, que estableció un nuevo régimen para las universidades nacionales; fue la primera ley de educación del gobierno justicialista. Según Susana Roldán, tras 15 años de democracias restringidas e intervenciones militares sobre los gobiernos civiles, la nueva Ley de Educación Superior puso a las universidades bajo la órbita de una democracia sin proscripciones. La Ley N.º 13.031 –denominada Ley Guardo en honor al diputado justicialista creador de su articulado– puso punto final a la larga vigencia de los cuatro artículos de la Ley N.º 1.597 de 1885, la “Ley Avellaneda”, que había oficiado de único marco legal hasta entonces. Los dirigentes de la oposición acusaron al peronismo de sancionar la ley para imponer su hegemonía y para vengarse de la participación de los estudiantes en las manifestaciones contra la dictadura en 1945. También declararon que la ley ponía fin a la Reforma Universitaria. Los peronistas, en cambio, la consideraban la culminación y confirmación de la Reforma.
Según el historiador Félix Luna, la ley establecía que desde el rector hasta el último titular de cátedra eran designados por decreto, se suprimía la autonomía funcional y financiera, se establecía la pena de expulsión a quienes actuaran «directa o indirectamente en política.» y se eliminaba la representación estudiantil de los consejos. También afirma que se introdujo la exigencia de un certificado policial «de buena conducta» sin el cual no se podían proseguir los estudios, y comenzó a haber policías de civil omnipresentes en aulas y oficinas universitarias.
Dos años después, el 20 de junio de 1949, Perón estableció la gratuidad de la enseñanza universitaria y terciaria a través del decreto 29.337. Se aseguraba así el acceso irrestricto del pueblo a la cultura, a la educación superior y a la formación profesional universitaria, eliminando la imposición de los aranceles vigentes y estableciendo que "como medida de buen gobierno, el Estado debe prestar todo su apoyo a los jóvenes estudiantes que aspiren a contribuir al bienestar y prosperidad de la Nación, suprimiendo todo obstáculo que les impida o trabe el cumplimiento de tan notable como legítima vocación".
En el año 1954 fue sancionada una nueva Ley, la 14.297. En ella se incorporaban algunos otros postulados de la Reforma Universitaria, como la definición de la extensión y la participación directa de los estudiantes. Esta ley profundizó la participación estudiantil en el gobierno de las Facultades, otorgándoles el derecho al voto.
En 1948 se creó la Universidad Obrera Nacional (UON) para formar «ingenieros de fábrica», capacitados para crear procesos de producción. Se pensaba en un perfil profesional más práctico que el de los ingenieros tradicionales. Sus alumnos tenían la obligación de trabajar en su especialidad y cursaban una carrera de cinco años. La Universidad logró funcionar a pleno a partir de 1953, con sedes en las ciudades de Buenos Aires, Córdoba, Mendoza, Santa Fe, Rosario, Bahía Blanca, La Plata y Tucumán. Tras el golpe de Estado de 1955, se transformó en la actual Universidad Tecnológica Nacional.
Así como la matrícula secundaria se duplicó entre 1943 y 1955, la matrícula universitaria se triplicó en estos años. Mientras en 1947 había en el país 51 447 estudiantes, en 1955 eran poco menos de 140 000 –algo más de la mitad en la Universidad de Buenos Aires–, proceso impulsado a su vez por el aumento exponencial del número de egresados de la enseñanza secundaria. No obstante, el aumento del número de graduados fue muy inferior: pese a que algunos de ellos lograban acceder a becas de estudio, la mayor parte de ellos no alcanzaban a cubrir los costos de los materiales de estudio, y la superpoblación de las universidades hacían muchas veces imposible combinar los horarios. Pese a ese efecto, la universidad cumplió, al menos parcialmente, su función en el ascenso social de la población que, hasta entonces, había estado privada de los estudios universitarios.
No obstante, los estudiantes no se hicieron peronistas: la mayoría de los estudiantes universitarios –o, al menos, la fracción más activa de éstos– rechazó la presión que comenzó a ejercerse en la década de 1950 para forzarlos a formar parte estructural del peronismo y, tras un lustro de convivencia pacífica, nuevamente pasaron a ser los más activos y ruidosos entre los opositores. Como había ocurrido en 1930 con Yrigoyen, tuvieron un papel central en los hechos que condujeron al derrocamiento de Perón en septiembre de 1955.

### El Día del Maestro
El 11 de septiembre de 1943, la Primera Conferencia de Ministros y Directores de Educación de las Repúblicas Americanas resolvió homenajear la figura de Domingo Faustino Sarmiento como educador, declarando al 11 de septiembre el Día del Maestro en todos los países hispanoamericanos. La resolución decía:

Considerando: que es actividad fundamental de la escuela la educación de los sentimientos, por cuyo motivo no debe olvidarse que entre ellos figura en primer plano la gratitud y devoción debidas al maestro de la escuela primaria, que su abnegación y sacrificio guía los primeros pasos de nuestras generaciones y orienta el porvenir espiritual y cultural de nuestros pueblos; que ninguna fecha ha de ser más oportuna para celebrar el Día del Maestro que el 11 de septiembre, día que pasó a la inmortalidad, el año 1888, el prócer argentino Domingo Faustino Sarmiento.

## Democracia excluyente y dictaduras

### Golpe de 1955, universidades privadas y desarrollismo
Tras el golpe de Estado de 1955 que derrocó a Perón, las dictaduras de Lonardi y de Aramburu expulsaron a profesores simpatizantes del peronismo de las escuelas y universidades; sobre todo a los docentes y directivos, pero también los estudiantes fueron víctimas de la furia antiperonista. La persecución motivó a muchos docentes a exiliarse. En los meses siguientes cientos de profesores fueron despedidos, renunciaron a sus cátedras o abandonaron el país. Emigraron 301 docentes universitarios, de los cuales 215 se dedicaban a la investigación científica. La Marcha de la Libertad –símbolo de la Revolución Libertadora, que derrocó al gobierno constitucional de Juan Domingo Perón en 1955– fue impuesta obligatoriamente dentro de las escuelas, mostrando un gran despliegue del aparato de propaganda.
Con la venganza de los antiperonistas se perdieron muchas experiencias, como los contactos de las escuelas y las universidades con los sindicatos y las empresas. Pero no todo fue negativo: la voluntad de quitar del medio al peronismo hizo que volvieran a la universidad todos los que habían sido expulsados o habían renunciado a ella, con lo cual surgió un espíritu de colaboración entre todos los sectores de izquierda y derecha para la modernización de la enseñanza –todos menos los peronistas, claro está. Se crearon en la mayor parte de las universidades institutos de investigación y departamentos que agrupasen materias similares. Y se creó la Universidad Nacional del Sur en Bahía Blanca. Muchas veces, sin embargo, las supuestas fundaciones eran simples cambios de nombres para lo que ya había creado el peronismo y sus adversarios hicieron lo posible por ocultar. Ese fue el caso, por ejemplo, de la Universidad Tecnológica Nacional, que era simplemente un lavado de cara de la Universidad Obrera; o la misma Universidad Nacional del Sur, creada sobre los restos mutilados del Instituto Tecnológico de Bahía Blanca, el Conicet sobre la base del Conityc creado por Perón en 1951, o el Instituto Balseiro, que fue fundado a mediados de 1955, cuando aún faltaban varios meses para la caída del gobierno democrático.

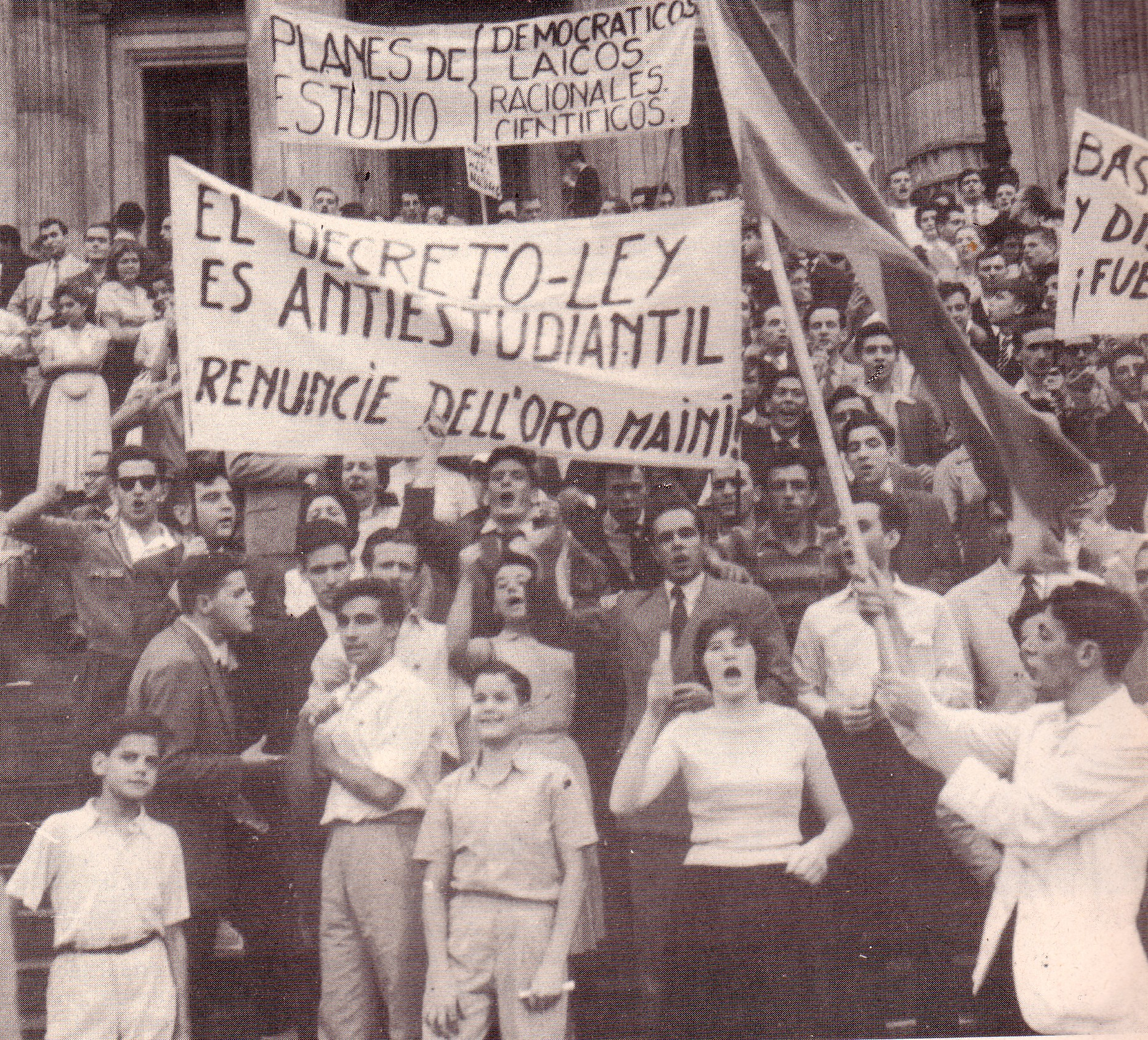
Protesta obrero-estudiantil Laica o Libre.

Hacia mediados del siglo XX, por decisión del Ministro de Educación demócratacristiano Atilio Dell'Oro Maini, en el decreto-ley del 22 de diciembre de 1955, se permitió la creación de universidades privadas con capacidad para entregar títulos y diplomas académicos. El 8 de junio de 1956 fue creada la Universidad Católica de Córdoba entre otras instituciones educativas superiores privadas.
Ya entre 1910 y 1920 había existido una Universidad Católica de Buenos Aires, pero había debido cerrar por la negativa del gobierno a reconocer los títulos que expedía. En 1922 habían surgido los Cursos de Cultura Católica, que dictaban cursos humanistas –por ejemplo, sobre historia y filosofía– desde un punto de vista muy conservador, inspirado en el tomismo. Y en 1944 se había fundado el Instituto Superior de Filosofía en el Colegio del Salvador, dirigido por jesuitas. Pero ninguna de esas era una universidad con capacidad para otorgar títulos habilitantes.
Hubo una larga serie de discusiones públicas acerca de este decreto, por lo que nunca fue reglamentado durante la Libertadora. Durante las mismas se evidenció que la mayoría del ámbito universitario seguía apoyando el paradigma de educación gratuita y laica que llevaba no menos de 70 años de dominio en la Argentina, pero también el aumento del poder de la Iglesia católica para imponer sus propios intereses, especialmente dentro de la dictadura.

### Implementación del imaginario pedagógico desarrollista
El nuevo presidente, Arturo Frondizi, de ideología desarrollista, consideraba central la inversión extranjera que permitiese la explotación de las reservas nacionales de petróleo. Cuando los peronistas, radicales y muchos de sus propios correligionarios se opusieron a esa política, decidió anunciar que iba a promulgar un decreto polémico, con el fin de dividir a la oposición: además de aprobar el Estatuto del Docente, autorizó a las universidades privadas a emitir títulos profesionales habilitantes. Anteriormente se había manifestado a favor de esa medida, pero no era ninguna de sus propuestas centrales; su intención fue debilitar a la oposición a su política petrolera, ganarse el favor de la Iglesia católica y, si fuera posible, de las Fuerzas Armadas a través de aquélla.
En respuesta, surgió un poderoso movimiento laicista para oponerse a esa decisión por medio de discusiones y manifestaciones en la vía pública; parecía evidente que iba a favorecer casi exclusivamente a la educación confesional católica. La Iglesia católica respondió con grandes movilizaciones a favor de la ley, y disputó la calle con sus opositores, en un conflicto que ha pasado a la historia como "Laica o libre". El 28 de agosto de 1958 los siete rectores de las siete universidades nacionales –entre ellos José Peco, Josué Gollán, Oberdán Caletti y el hermano del presidente de la Nación, Risieri Frondizi– pidieron al Poder Ejecutivo Nacional, la no concertación del decreto. El 15 de septiembre de 1958 se produjo una gran concentración a favor de la «enseñanza libre», que fue saludada desde los balcones de la Casa Rosada por el propio presidente. Cuatro días más tarde hubo otra concentración en el mismo lugar, esta vez convocada por la FUA con apoyo de casi todos los partidos políticos, medio centenar de sindicatos y de algunas universidades extranjeras, que reunió unas 250 000 personas en contra del proyecto. También se produjeron movilizaciones masivas en Córdoba, Rosario, Tucumán y fundamentalmente los partidos de la provincia de Buenos Aires y Mar del Plata. En la UBA en la Facultad de Derecho grupos minoritarios del nacionalismo de derecha que apoyaban la ley, se habían constituido como “Comando de Resistencia Universitaria", a fin de evitar por la fuerza cualquier tipo de manifestación interna contra la ley de Frondizi. La Iglesia se hizo sentir durante los intensos debates sobre la nueva Ley de Educación Superior que permitía a las universidades privadas otorgar títulos habilitantes y subsidiaba a la educación privada, en su gran mayoría en manos de la Iglesia católica. El apoyo de Frondizi a la ley desató intensos debates entre sus allegados y provocó la renuncia de su vicepresidente Gómez.
Finalmente, el sector de radicales frondicistas, democristianos, nacionalistas católicos y aliados, liderado por el presidente Frondizi, logró consagrar la aprobación de esta reforma, que permitió otorgar personería jurídica a nuevas universidades, como la Universidad Católica Argentina en 1959. Frondizi esperó el mes de febrero de 1959 –cuando los establecimientos educativos estaban en receso– para reglamentar la ley, evitando así nuevas movilizaciones. Su hermano Risieri lo acusó entonces de haber abandonado el programa con el que pueblo lo había votado el 23 de febrero de 1958.
A partir de los comienzos de los años sesenta comenzaron a soplar aires de renovación en las aulas: surgieron cuestionamientos y empezó a fortalecerse la opción de la educación problematizadora –influida por el educador brasileño Paulo Freire– y las nuevas corrientes pedagógicas. Al mismo tiempo cientos de profesores que se habían exiliado durante la dictadura autodenominada Revolución Libertadora regresaron al país.

### Interrupciones militares
En la Noche de los Bastones Largos (29 de julio de 1966), la Policía Federal detuvo a unos 400 profesores universitarios, y destruyó varios laboratorios y bibliotecas universitarias, para intentar evitar la politización de las universidades; lo que logró fue vaciarlas de sus mejores docentes, que emigraron en un número enorme. Con el mismo objetivo, el dictador Juan Carlos Onganía apoyó el Plan Taquini, que preveía la desconcentración de las universidades nacionales, creando un total de trece nuevas universidades, lo que favoreció a los estudiantes del interior del país, aunque los privó del contacto con los mejores docentes, que se quedaron en las universidades grandes. El objetivo de despolitizar las universidades, en cambio, no se logró en absoluto: los estudiantes formaron parte central de las «puebladas», manifestaciones de grandes dimensiones que lograron ocupar algunas ciudades y causaron las renuncias de dos dictadores.
En 1974, durante el breve interregno democrático, se sancionó la ley 20.654, que establecía que la responsabilidad en la designación de los profesores quedaba totalmente en manos de los Consejos Superiores, mientras que los salarios continuaban fijándose desde el Poder Ejecutivo Nacional.
En la Noche de los Lápices (16 de septiembre de 1976), varios estudiantes secundarios fueron torturados y asesinados por las fuerzas represivas.
Durante la Dictadura de 1976-1983 se llevó a cabo una sistemática labor de censura, en la cual se quemaron cientos de miles de libros. Así se quemaron 90 000 ejemplares de Eudeba
El retorno a la democracia, en 1983, permitió cambios y transformaciones que continúan en implementación y evaluación permanente.

## Restauración de la democracia y educación

### Segundo Congreso Pedagógico Nacional de 1984
En 1984, por la ley N.º 23.114, el gobierno radical de Raúl Alfonsín convocó a un Congreso Pedagógico Nacional supuestamente para atender las deficiencias del sistema educativo pero con el fin de definir si la Educación Pública debía ser Estatal o no Estatal, de lo que dependería si los colegios privados seguirían recibiendo apoyo económico del Estado y si los padres de ingresos medios y bajos podrían elegir el tipo de educación para sus hijos en escuelas de gestión privada.
Cabe tener en cuenta que en la Argentina viene de lejos la antinomia educación (enseñanza o escuela) pública-educación privada. Y durante aquel Congreso pedagógico se enfrentaron dos enfoques respecto de la misma.
Raúl Alfonsín confió la organización del congreso a su equipo educativo, encabezado en 1984 por el ministro Carlos Alconada Aramburú, y el diputado Adolfo Stubrin, ambos con enfoques estatistas.
El Enfoque estatista era impulsado por radicales y comunistas; y el Enfoque no estatista, que finalmente fue el que triunfó, fue defendido por la Conferencia Episcopal Argentina, el Partido Demócrata Cristiano, el Partido Justicialista, la Unión del Centro Democrático, el Movimiento de Integración y Desarrollo y una enorme movilización de padres de familia que tenían a sus hijos en colegios privados. En aquella convocatoria llegaron a participar 400 000 personas.
La asamblea nacional se realizó en Embalse de Río Tercero (Provincia de Córdoba), en marzo de 1988 y triunfó el enfoque no estatista. A partir de entonces, el sistema educativo en la Argentina es de Educación Pública (de Gestión Estatal o de Gestión Privada). La vuelta a la Democracia significó la actualización de los contenidos curriculares, ya que, muchos de los programas databan de la época de la última dictadura militar.

### Década del 90: La reforma durante el gobierno de Carlos Saúl Menem (Ley 24.195)
A partir de los años noventa, bajo la presidencia del Carlos Saúl Menem en reacción a la crisis socioeconómica del país de 1989, se inició un proceso de reformas para retornar a la estabilidad y al crecimiento. Paralelamente se inició una reforma educativa, que buscaba mejorar la calidad de los alumnos extendiendo el ciclo básico a 10 años y acercando las decisiones educativas a los ciudadanos. El nuevo paradigma educativo estaba basado en buscar incrementar la competitividad de la población activa en el mercado del trabajo.
El 14 de abril de 1993 se sanciona la Ley Federal de Educación N.º 24.195. La metodología de la reforma incluía la experiencia de la descentralización de la educación, pasando numerosos colegios de las manos del Estado nacional a los distintos estados provinciales, y formulándose una reestructuración del régimen de enseñanza primaria, pasándose de un ciclo de 7 años obligatorios a uno de 9 años llamado E.G.B. –Escuela General Básica– (similar al proyecto de reforma educativa de España durante la dictadura de Francisco Franco, dividido en tres ciclos de tres años cada uno (EGB 1, EGB 2, y EGB 3). Finalizado el 9° año de la EGB3, se podía acceder al Nivel Polimodal, que ya no era obligatorio. 
Al tener la decisión cada provincia sobre la estructuración de sus planes de estudio, se llegaron a establecer tantas orientaciones que la movilidad de un estudiante de una provincia a otra fue caótica, de hecho, ya lo era al interior de algunas provincias debido a que la implementación de la estructura académica se dio de manera diferenciada sin que prevalezca una modalidad en particular.
Estas medidas (en consonancia con medidas similares de todo el continente) serían criticada por numerosos sectores docentes e intelectuales universitarios, como por ejemplo Coraggio, María Alejandra Corbalán, y Guillermina Tiramonti.
El modelo educativo en esta etapa entró en una crisis percibida socialmente desde varios sectores.
El programa de la desregulación y la privatización, condujeron a la descentralización del sistema de la escuela media argentina, por lo que, a partir de 1992, la administración y la financiación de las escuelas se convirtieron en una responsabilidad provincial. La debilidad de la política, sin embargo, radica en que la coparticipación federal no aumentó acorde, sobre todo teniendo en cuenta la decisión de mover dos años de la escuela secundaria a la primaria.
Las tradiciones curriculares se alteran cuando se altera la tradición pedagógica (Goodson 2003), durante el Congreso Pedagógico Nacional, se primó una vuelta a lo epistémico y la extensión y obligatoriedad desde el nivel inicial, primario y secundario, fue un proceso que se inició en 1993 hasta 1999.

### Nuevo estatuto legal del sistema educativo
Durante la presidencia de Néstor Kirchner, en 2006 se sanciona la Ley de Educación Nacional N.º 26.206 que deroga la anterior Ley Federal de Educación del menemismo. Esta reforma trae importantes cambios en el sistema educativo argentino. Según datos del Programa de las Naciones Unidas para el Desarrollo (PNUD) en 2011 el 99,0% de la población de 6 a 11 años asistía al nivel primario y, el 96,5% de los jóvenes de 12 a 14 años asistía al nivel secundario.
En lo que respecta a educación durante el denominado periodo kirchnerista (2003-2015), se destacan las siguientes políticas y reformas:
- La Ley de Educación Nacional (Ley N.º 26.206), que permitió la reestructuración de la primaria y la secundaria, y la reglamentación que establece que el presupuesto de educación no puede ser menor al 6% del PBI.[142]

- El programa Más escuelas, destinado a la construcción de escuelas en todo el país. Inicialmente proyectadas unas 700 escuelas con financiamiento del BID.[143] Cifra finalmente superada llegando a 1830 escuelas terminadas y 9930 en obra para el año 2015.[144]

- La Ley de Educación Sexual Integral (Ley N.º 26.150), que crea el Programa Nacional de Educación Sexual Integral con el propósito de coordinar la implementación de la educación sexual integral en todo el país.[145]

- Creación del Programa de Voluntariado Universitario, que lleva financiados más de 2000 proyectos al 2010, con el fin de integrar el conocimiento teórico y práctico aprendido en los claustros de la Universidad Pública con las problemáticas más urgentes del país.[146]

- El programa Conectar Igualdad fue creado en abril de 2010 con el objetivo de disminuir la brecha digital, fomentar la alfabetización digital entregando una netbook a todos los estudiantes y docentes de las escuelas públicas secundarias, de educación especial, y de los institutos de formación docente. Capacitando a los docentes en el uso de esta herramienta, y elaborar propuestas educativas que favorezcan su incorporación en los procesos de enseñanza y aprendizaje.[147] Para el año 2013 ya se habían entregado 3 millones de computadoras, y además se construyeron 1428 aulas digitales en todo el país.[148] El programa recibió premios en el extranjero y de diferentes organismos internacionales, entre ellos una distinción del Programa de Naciones Unidas para el Desarrollo (PNUD), y por la Cumbre Iberoamericana, entre otros.[149]

- Creación del Instituto Nacional de Formación Docente (INFoD) que se inaugura en 2007. Otorgando validación nacional a todos los Institutos de Formación Docente –no universitarios– y garantizando la formación continua de los docentes egresados.[150]

- El Conicet financia actualmente más de 16 000 científicos entre investigadores, becarios y personal de apoyo, frente a los 8.000 que financiaba en 2003. Entre todos los programas de becas del Estado Nacional, son más de 55 000 estudiantes de educación superior que están siendo becados. El 7 de octubre de 2013, se repatrió a la científica número 1000.[151]

- Desde 2010 se aplica el Programa de Apoyo para el Desarrollo de la Infraestructura Universitaria, Entre sus obras el edificio único de la Facultad de Ciencias Sociales, que ya cuenta con 2 etapas finalizadas que representan una inversión de más de $27 millones de pesos

El presupuesto para universidades nacionales pasó de $1.992 millones en 2003 a $13.258 millones en 2011. Desde 2003, se crearon 9 Universidades Nacionales, de las cuales 6 están ubicadas en el Gran Buenos Aires (La Universidad Nacional Arturo Jauretche en Florencio Varela; la Universidad Nacional de Avellaneda; Universidad Nacional de Moreno; Universidad Nacional del Oeste, en Merlo, y la Universidad Nacional de José C. Paz) y 3 en el resto del país (la Universidad Nacional del Chaco Austral; Universidad Nacional de Villa Mercedes, en San Luis y la Universidad Nacional de Tierra del Fuego, Antártida e Islas del Atlántico Sur).
Según datos del censo nacional de 2010 la tasa de analfabetismo es del 1,9%, siendo la segunda más baja de Latinoamérica. En la última década se han creado 9 nuevas universidades, mientras que el egreso de estudiantes universitarios aumentó un 68%.
El estado de los establecimientos educativos se mantuvo durante las últimas décadas en condiciones precarias, haciéndose más profundo el deterioro en el interior del país, sobre todo en el norte y en el sur de la Argentina, donde tres de cada diez escuelas no están en condiciones para dar clases y el 70% tiene falencias graves.

### Macrismo
Durante los primeros años de macrismo se realizaron las pruebas Aprender para evaluar el estado de la educación en el país cuyos resultados muestran múltiples inequidades. A los alumnos del último año del secundario les cuesta resolver operaciones matemáticas en general, pero las dificultades se agudizan en las escuelas estatales, ya que el 77,7% de los alumnos están en el nivel básico o debajo del nivel básico y solo el 1,9% en el nivel avanzado. En Lengua el 46% de los alumnos se encuentran por debajo del nivel esperado.
En 2017 se dio a conocer un informe de UNICEF, en el cual se menciona que más de la mitad de los chicos entre 10 y 18 años no terminan la escuela secundaria en Argentina.
A partir de todos estos datos, desde la administración del presidente Mauricio Macri, se creó “Secundaria 2030” aprobado por unanimidad desde el Consejo Federal de Educación. El objetivo es que cada jurisdicción elabore un Plan Estratégico del Nivel Secundario para el periodo 2018-2025; luego deberá ser aprobado por el Ministerio de Educación Nacional y estará alineada a una mirada macro con las siguientes características:
- Trabajo por proyectos: Abarca seis capacidades puntuales: resolución de problemas; pensamiento crítico; “aprender a aprender”; trabajo con otros; comunicación; compromiso y responsabilidad, junto con el desarrollo de competencias digitales.
- Otras vías de calificación: Cada chico rinde aproximadamente 30 exámenes por año en la escuela secundaria sumado a otros 10 finales. Para reducir la deserción se darán notas por proyectos, calificaciones por desempeño y considerar el progreso del alumno fuera de las evaluaciones tradicionales.
- Prácticas educativas en la comunidad: Los alumnos de los últimos años de bachilleres, orientados y evaluados por sus docentes, deberán colaborar en empresas u ONG tras el objetivo de aplicar los conocimientos a la práctica.
- Docentes: Se pretenderá que los docentes trabajen a lo sumo en dos escuelas.
- Formación docente: se estipulan capacitaciones desde iniciales hasta continuas hacia el nuevo modelo de proyectos interdisciplinarios.[158]